# 新北市市區公車
新北市市區公車是指由新北市政府交通局作為主管機關的市區汽車客運服務，前身為臺北縣各縣轄市市區公車，1973年起陸續在原板橋市等地開辦，有各自的路線編號系統，主管機關均為臺北縣政府（建設局承辦，該局當時為府內局，非機關）。1977年起，部分延長至臺北市的路線陸續加入臺北市聯營公車，改用聯營編號、站牌及票證；其餘路線仍維持自營。
1999年12月，臺北縣政府交通局成立（當時為府內局，非機關），並與臺北市政府交通局協調，於臺北縣境內里程佔多數的新設路線由臺北縣政府交通局為監理機關，「臺北縣轄市區公車」自此成形。
2000年以後，臺北縣轄市區公車在臺北縣政府規劃下，擴大營運規模，並與臺北市聯營公車進行整合，由公車業者聯合委託廠商統一設置站牌，及在相關的候車設施內張貼路線與站名資訊等。2010年臺北縣改制新北市後，成為現在的新北市市區公車。
由於以臺北市公共運輸處作為主管機關的臺北市聯營公車亦由臺北市公車聯營管理中心建立路線編碼系統，並與新北市公車整合，故民間常以「臺北聯營公車」兼指兩者。事實上，新北市市區公車並非臺北市聯營公車。

## 概況

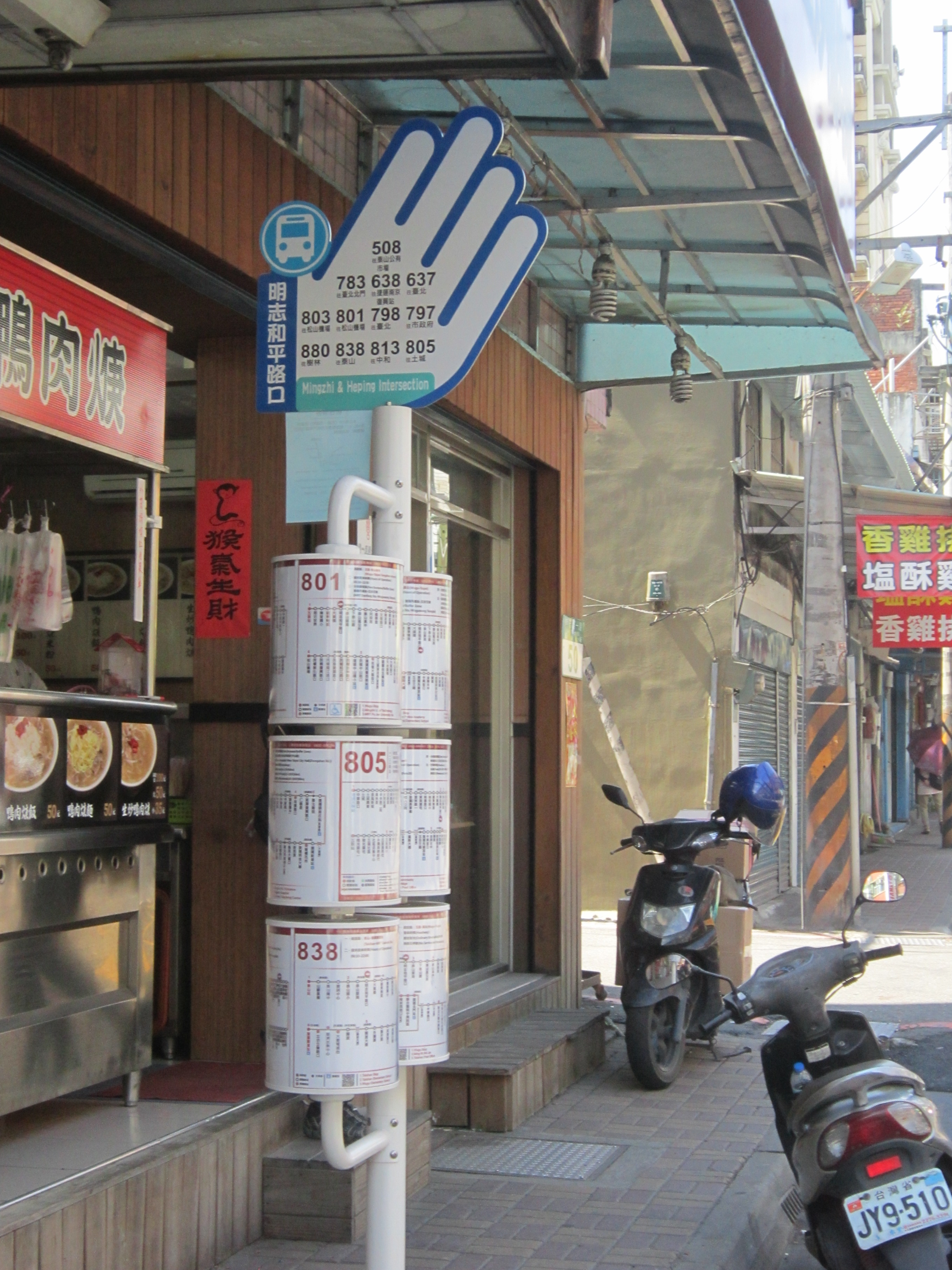
新北市轄區內改裝新式的公車候車站牌(2016年)

新北市市區公車由以下15家民營汽車客運業者經營
- 中興大業巴士集團
  - 中興巴士、光華巴士、新北客運、指南客運、淡水客運、基隆客運
- 臺北首都客運集團
  - 首都客運、臺北客運、三重客運、大都會客運
- 行政院國軍退除役官兵輔導委員會
  - 大南汽車、欣欣客運
- 其他客運業者
  - 國光客運
  - 新店客運
  - 桃園客運

新北市政府交通局會針對新北市公車業者進行一年二次的營運服務評鑑。

## 歷史
新北市市區公車在2010年12月25日新北市改制為直轄市前，為臺北縣轄市區公車，也常使用「縣轄公車」名稱。不過在臺灣省政府功能業務與組織調整之前，《中華民國公路法》、《中華民國汽車運輸業管理規則》只有直轄市、省轄市、縣轄市市區公車的規定，當時臺灣省政府交通處亦嚴格要求，除以上三者之外，其餘行政區不得闢駛市區公車（歷史上「唯二」的例外是臺中港港區和中興新村）。因此在臺北捷運淡水線通車時，淡水站的接駁公車即使只有短短幾公里，仍是以公路客運模式闢駛，只因為當時淡水還只是臺北縣的一個鎮而非縣轄市。由於這樣的背景，早在臺灣省政府時代，「臺北縣市區公車」理論上不應該存在，只能算是「臺北縣轄」的「各縣轄市市區公車」。其中包括1973~1974年間（具體日期待查）通車的板橋市公車（臺北客運經營）、1976年通車的三重市公車（三重市公車經營，後更名首都客運）、1980年通車的中（永）和市公車（双和客運經營，後更名福和客運）、1981年通車的新莊市公車（首都客運新莊分公司經營）及新店市公車（新店客運經營）。土城市改制之初，亦曾有闢駛土城市公車之提議，但並未實現。
臺北縣各縣轄市市區公車成立初期，即有部分路線依照《汽車運輸業管理規則》延長至市區以外之規定，或銜接公路客運路權，將班車延駛至臺北市（對板橋市公車而言，臺北市即為板橋市市區以外）。這些延長至臺北市的路線，自1977年臺北市開始實施公車聯合經營制度以來，在臺北市政府交通局強力要求下，原則上都必須參加臺北市公車聯營（不參加聯營即不同意延駛），並使用臺北市的編號體系、站牌及票證；如三重市公車39、235路，板橋市公車231、234路。但亦有少數例外，例如双和客運的1、2、3路，由於當時某些因素，未能加入臺北市公車聯營，僅與臺北市聯營公車共用票證，發生偽票事件後更被臺北市政府交通局拒絕駛入臺北市境內；1980年双和客運改組為福和客運，恢復行駛臺北市，但使用自營的票證，直到1997年才正式加入臺北市公車聯營。
其他未延長至臺北市的路線，及福和客運的3條路線，早年皆是各自運作，路線編號為獨立系統，沒有與臺北市聯營公車進行整合，例如板橋市公車的0、21、22、23路皆與臺北市聯營公車重號，甚至臺北縣各縣轄市公車之間也有重號的情形。這些市區公車主要只在各自的行政區內行駛，升格之初市區不若現今繁華，因此經營狀況較不理想，許多路線都是停駛狀態，空有站牌宣示路權，加上當時資訊不發達，主管機關也常視而不見。少數路線則獲准延長至市區以外，多以臺北市或臨近的鄉、鎮為延駛範圍，例如板橋市公車延駛至土城的媽祖田，這些路線的營運狀況較佳。至於延長至其他縣轄市，則必須透過聯營方式，由雙方業者以互惠方式，相互擴大服務範圍，減少旅客換車的麻煩；其中包括板橋與中和、永和聯營的51、57路，中和、永和與新店聯營的66路，配合大漢橋通車闢駛板橋與新莊聯營的99路等。後來臺北縣政府還輔導轄內所有客運業者，開辦三重、新莊、板橋、中和、永和、新店等6個市區擴大聯營的101路；不過這種模式隨即遭到臺灣省政府交通處關切，認為超過2個縣轄市的聯營已形同長途路線（公路客運），應由省級主管機關核定。票證方面，這些未參加臺北市公車聯營的臺北縣各縣轄市市區公車，有各自的收費體系，運價係由臺北縣政府核定（早年市區公車為全省統一票價，由臺灣省政府核定），多比照臺北市公車票價。有些路線使用自營票證，但因大部分業者亦有部分路線參加臺北市公車聯營，故實務上臺北市聯營公車的票證也通行於某些自營路線。
精省後，《公路法》、《汽車運輸業管理規則》修正，始可以「縣」為範圍開辦市區公車。後經臺北縣政府與臺北市政府協商，爾後新闢跨縣市的公車，由里程占半數以上之一方主管。在此之前，只要路線進入臺北市，無論比例，皆由臺北市政府交通局主管。此項協商結果，自2000年5月24日起適用，此前闢駛的路線暫不調整。臺北縣政府也開始以全縣為範圍，規劃市區公車，並多強調「縣轄公車」這一名稱，有別於以往僅限於某個縣轄市的市區公車。路線編號為避免與臺北市聯營公車重複，使用8開頭的1~3位數字（其中8路自第二次國共內戰失利後即未在臺北市使用、2位數的部分臺北市以往只編到80路、3位數的部分臺北市未曾使用），後來也有部分快速公車使用9字頭的3位數編號，但未與臺北市重號。此後，臺北縣轄市區公車與臺北市聯營公車進行編號整合，但之前已經存在的路線編號則暫未改號，形成少數重號情形；例如服務板橋、永和地區的51路與服務汐止、內湖地區的臺北市聯營公車51路重號。這種情形並不嚴重，因為雙北公車編號開始整合時，一些原本重號的路線，像是板橋市公車21、22路等，多半已經停駛，剩下來的57、99等路線，又剛好沒有重號。此外，由於新的「縣轄公車」格局較以往擴大，由臺北縣政府透過路線審議核發營運許可，也打破過去一個縣轄市由一個公車單位經營的限制，各縣轄市之間相互聯營的路線，也不再強調聯營的關係，加上部分公車單位退出營運，目前除首都客運和臺北客運的99路，其餘多已改由單一業者經營。
從臺北縣各縣轄市市區公車，到臺北縣縣轄市區公車，再到新北市市區公車，主管機關也歷有更迭。起初是由臺北縣政府主管，建設局承辦，這個「局」是所謂府內局，僅是一個內部單位，而非機關，也沒有獨立的人事、預算，通常是以臺北縣政府的名義對外行文。臺北縣各縣轄市市區公車加入臺北市公車聯營後，初期仍以臺北縣政府為名義上的主管機關。由於早年公路客運路線是分段核發，客運公司有某段路權，即可派車行駛該路段（1986年以後改以班車起訖點核發公路客運許可證，但涉及聯營公車的路權仍予保留），因此實務上也有把公路客運和市區公車撮合行駛的情形，像是現在的234路，歡仔園一帶是以板橋市公車名義行駛，但光復橋一直到西園路二段無尾港（西藏路）臺北客運卻早在吊橋時代就有公路客運許可證，只是後來吊橋成為危險橋樑，班車暫停行駛。光復橋改建完成後，臺北客運以聯營234名義恢復派車，於是從歡仔園到埔墘是板橋市市區公車，光復橋是憑公路客運許可證行駛，西藏路至國泰百貨公司則是憑臺北市公車聯營契約行駛，這種情況早年是由各該路段的主管機關處理相關案件，實務上非常混亂。比方說，在臺北縣境內闢駛了一段「直達車」，臺北縣政府認定屬於其權責範圍內，於是逕為核定；在臺灣省境內闢駛了幾條「副線」，臺灣省政府交通處公路局逕行發放許可證，但臺北市政府卻認為這樣的路線調整，已經影響嚴重臺北市聯營公車的整體規劃，於是糾紛不斷。幾經協調，臺灣省政府、臺北縣政府、臺北市政府三方決定以臺北市政府建設局（後由交通局接辦）為「主辦機關」，所有聯營公車的申請案件，即使在臺北縣境內調整，客運業者仍向該局提出申請；1990年代大臺北地區公車實施聯席審議制度後，臺北市政府交通局正式成為所有聯營路線的主管機關，公路客運許可證期滿後也不再續發（相關業者的30年許可期限，也多在1990年代先後到期）。由於主管機關及路線身分的改變，原本經營臺北縣各縣轄市市區公車的業者，也陸續加入臺北市公車公會，在此之前，通常只參加臺北縣公車公會（公路客運和市區公車的公會組織是合一的）。
1999年12月1日，臺北縣政府交通局成立，同時接手辦理公車業務，但此時交通局仍是府內單位，因此主管機關名義上仍是臺北縣政府，只是承辦單位從建設局移交給交通局。2007年10月1日臺北縣升格為準直轄市之後，臺北縣政府交通局始為機關，但因公路法明定公路主管機關在縣（市）為縣（市）政府，因此臺北縣政府依照該府組織自治條例，將公車業務委任所屬下級機關臺北縣政府交通局辦理，成為臺北縣轄市區公車的主管機關。2010年12年25日，臺北縣改制為新北市，新北市政府交通局為新的主管機關。而交通部公路總局也將路線比例於新北市轄域內占較多數的公路汽車客運路線移交新北市政府交通局主管，編號也隨之由公路客運的4碼變更為市區公車的3碼。而少部分路線因跨越3個直轄市，如1209、9102，仍維持公路客運身分。此外，在2000年5月23日以前闢駛，進入臺北市境，但新北市里程占較多數的路線，原本係由臺北市政府交通局主管，新北市成立後也陸續移交給新北市政府交通局，但因移撥路線規模龐大，大部分並未改號，也因此形成像是263、264、265這幾條連號的路線，分屬不同機關管轄的情形。只有少數由臺北市移撥的路線，由於和原本新北市的市區公車重號，而必須改號，例如2014年臺北市的51路移撥新北市政府管轄時，由於和原本新北市的51路重號，故改為896路。移撥路線當中，也有跨3個直轄市的路線，例如從桃園迴龍到臺北西門町的635路，由於在新北市的里程較多，故為新北市市區公車。

## 現行收費制度

### 收費方式
目前新北市市區公車的收費方式以電子票證收費與投現收費為主，其中投現收費部分不找零，因此須於乘車前自備足額零錢，乘車費用以分段收費方式計算，所有路線分別歸類為一段票、兩段票、……、八段票路線等等。

#### 分段收費
- 一段票路線：從路線上任何一站乘車，至任何一站下車，車費皆以一段票（單段票價）計算。
- 兩段票以上路線：以路線上其中一站或數站作為分段點，或以路線上其中一站至另一站間的區段作為分段緩衝區。收費規則的簡易範例如後（以二段及三段票為例）：
  - A區 - B區 – C區（B區為分段點或分段緩衝區）→同一區內乘車、從A區乘車至B區或從B區乘車至C區皆為一段票；從A區乘車至C區則為兩段票（單段票價×2）。
  - A區 - B區 – C區 - D區 – E區（B區及D區為分段點或分段緩衝區）→同一區內乘車、從A區乘車至B區、從B～C區乘車至C～D區或從D區乘車至E區皆為一段票；從A區乘車至C～D區或從B～C區乘車至E區皆為兩段票；從A區乘車至E區則為三段票（單段票價×3）。

#### 上下車刷卡
2019年7月1日起，新北市與臺北市的公車，上下車都要刷卡，實施初期為鼓勵民眾，只要完成一次上下車皆刷卡就可參加抽獎，完成次數越多中獎機率越高；第二階段從2020年2月1日開始，若未完成上下車刷卡，將無法享有轉乘捷運、公車、YouBike優惠，但不會鎖卡。
扣款方式依照下車站自動辨識搭乘段數來扣款，上車刷卡時會顯示票卡餘額及扣新臺幣15元，下車刷卡則分別依同段、二段、三段……（至八段票）而顯示「扣新臺幣0元」、「扣新臺幣15元」、「扣新臺幣30元」……（餘類推）等。
上下車刷卡並不會多扣款，敬老卡同樣維持一次扣8點，也不影響定期票，刷卡時只會顯示有效期限。須注意票卡餘額需要新臺幣15元以上，以免餘額不足影響後續轉乘優惠。

#### 特例
部分快速公車系列有不同的計費方式，例如916路將分段緩衝區設於高速公路交流道，但該站不提供一般乘客上下車，等同越過高速公路即加收一段票，等。

### 票價
每段次票價由新北市政府交通局依費率公式計算、調整，經核定後提交新北市議會同意。名義上雖為「單一票價」，但實際上仍施行差別票價規定（優惠票與全票間的差額由政府補貼）。現行每段次票價為全票新臺幣15元，學生優待票投現每段次新臺幣15元整，使用悠遊卡者享有8折優惠(即每段次新臺幣12元整)；老殘孩童優待票每段次新臺幣8元。

### 轉乘優惠

#### 一般及捷運接駁公車
使用悠遊卡、一卡通等電子票證者，可享有雙向轉乘限時（目前設定為1小時以內）優惠，包括與臺北捷運、新北捷運間雙向轉乘、與臺北市幹線公車及市民小巴、快速公車間雙向轉乘等，適用此優惠時的公車票價為全票新臺幣7元、學生票新臺幣6元、兒童優待票新臺幣4元（敬老卡、愛心卡若有免費點數則扣4點，愛心陪伴卡則扣新臺幣4元）。不過，轉乘公車若需付兩段票或三段票以上車費，則只有第一段票的車費能以優惠票價計算。

#### 快速及跳蛙公車
此外，因應臺北市在2017年7月5日開始實行該市新一代幹線公車（第一階段）並提供雙北市公車在60分鐘內雙向轉乘優惠後，新北市政府交通局與臺北市公共運輸處合作擴大公車雙向轉乘優惠範圍，決議自2017年12月29日開始提供雙北地區快速、跳蛙共計64條公車，雙向轉乘雙北地區561條市區公車，全票可省下新臺幣8元、學生票新臺幣6元及半票新臺幣4元，每日不限搭乘次數，鼓勵民眾搭乘大眾交通運輸工具。雙北自2011年起合作規畫闢駛快速公車，目前新北已有35線、台北則有14線，藉行經高（快）速道路，快速往返重要轉車節點或特定區域，讓乘車時間縮到30分鐘到1小時間，另新北市交通局自2015年，則闢駛站數少、路線更直捷的跳蛙公車，也有15線，這64線每日逾20萬人次搭乘，使用需求逐漸擴大。為讓民眾方便辨識，快速與跳蛙公車車內外張貼有「轉乘優惠」Logo 貼紙，車外LED路線顯示器的路線編號加上外框，以及顯示「快速公車轉乘優惠」、「跳蛙公車轉乘優惠」字樣以利區別。

#### 跨區幹線公車
協同臺北市新一代幹線公車第二階段於2018年4月2日起實施，新北市政府交通局同日推出29條「跨區幹線公車」，搭乘「跨區幹線公車」雙向轉乘新北及臺北市的公車皆享有1段票半價優惠（即優惠全票新臺幣8元、學生票新臺幣6元及半票新臺幣4元）。新北市跨區幹線公車是挑選現行新北市市區公車中，有行經2個以上行政區並經過主要道路， (例如板橋縣民大道、永和中正路、中和中山路、新莊中正路、三重正義北路、八里龍米路、土城中央路、三峽介壽路、深坑北深路、五股成泰路、泰山明志路、林口文化二路、新店北新路、淡水三芝淡金路、瑞芳貢寮台2線、汐止大同路及新台五路等等)，方便轉乘捷運站及火車站(臺北車站、板橋車站、捷運景安、大坪林、南港展覽館、林口站等)及公車轉運站(板橋公車站、淡水公車站)等重要站位，班次密集（都會區平日尖峰班距20分內，郊區服務水準較高之固定班次路線）及乘客數多（平均段次載客約28人)等條件篩選29線「跨區幹線公車」實施雙向轉乘一段票半價優惠，以嘉惠更多公車族。 選中以下29線：橘5、紅22、藍15、藍22、藍38、57、99、264、624、637、656、667、704、705、706、788、791、795、813、819、849、857、860、862、880、923、936、981三鶯線先導、982環狀線先導。
跨區幹線公車與雙北公車轉乘優惠補助經費由被轉乘公車路線之主管市府負擔。為幫助市民識別幹線公車，上述29線公車於車前LED顯示器號碼加框與增加「跨區幹線公車轉乘優惠」字樣，與臺北市幹線公車有專屬符號一樣讓民眾可以快速得知該公車是否有轉乘優惠。

#### 輕軌先導公車
新北市政府交通局自108年2月2日起推出2條淡海輕軌先導公車，分別為藍海1線(已停駛)及藍海2線，雙向轉乘新北市及臺北市的公車皆享有1段票半價優惠（即優惠全票新臺幣8元、學生票新臺幣6元及半票新臺幣4元）。

### 雙北公共運輸定期票
2018年4月16日新北市與臺北市推出公共運輸定期票，以悠遊卡為載具，在票卡有效期間（30日）內可不限次數搭乘新北市市區公車、臺北市聯營公車（僅限段次計費路線，不含里程收費公車）新北捷運及臺北捷運，並可享臺北市境內YouBike借車前30分鐘免費優惠；票價為新臺幣1280元。

### TPASS行政院通勤月票–北北基桃都會通
2023年7月1日北部四地區推出公共運輸月票–北北基桃都會通，以專用票卡、悠遊卡及一卡通為載具，在票卡有效期間（30日）內可不限次數搭乘基隆市公車、臺北市聯營公車、新北市公車、桃園市公車、臺北捷運、新北捷運、桃園捷運、北北基桃境內國道客運和台鐵，並可享雙北境內YouBike借車前30分鐘免費優惠及桃園境內YouBike借車前60分鐘免費優惠。票價為新臺幣1200元。

## 新北市跳蛙公車
雖然自2000年起雙北市陸續開闢多條行駛高、快速道路之快速公車路線，但由於路線沿途所行經的所有站點皆有停靠，其通勤時間仍受影響，且早期以既有路線規畫類似跳蛙公車性質之路線如臺北市聯營903路及綠1直達車，因未能符合民眾實際需求而分別改為沿途各站停靠及期滿不續營，之後為了縮短民眾乘車時間達到快速便捷的目的，經新北市政府交通局再次評估後於2015年起首度正式開辦只停靠主要站點，強調直達特性的「跳蛙公車」，並以往返三芝與捷運紅樹林站，行駛淡金路（台2線）的的853路線先行開辦，沿途僅停靠通勤需求最大之站點。
2016年，因類似Uber經營性質的"MYBUS"（舊稱「清草巴士」）於新北市淡水、林口、三峽及臺北市士林天母地區開通，並提供預約訂票乘車制度，其非合法的營運模式已影響市區公車及客運的經營秩序，新北市政府為解決該問題，自2016年8月起重新修正跳蛙公車路線定義，比照MYBUS規格，自此之後通車之跳蛙公車路線，業者須提供民眾訂購月票及指定座位之服務，另跳蛙公車路線現多為類似通勤專車之需求，為避免影響既有公車路線之營運，跳蛙公車若行駛於臺北市境內，則須比照園區通勤專車路線之載客規範，民眾僅得於臺北市境內上車或下車，搭乘的區段必須跨越高、快速道路。
由於跳蛙公車訂票制度屬各業者獨立販售，為整合訂票窗口，新北市政府交通局委由各客運業者及新北市公共汽車客運商業同業公會聯合開發訂票APP，並於2018年1月起上線，另為了解民眾乘車需求，亦於APP開放民眾規劃跳蛙公車路線與需求時段，若規劃路線滿20人參與募集，新北市政府交通局即可辦理路線開闢作業，但由於該APP僅訂票功能有記名機制，募集路線則以電子信箱帳號作為依據，卻也讓不肖使用者利用洗帳號之方式將路線募集人數湊滿20人，達到開闢之目的，但實際搭乘及訂票人數卻與募集人數落差甚大之慘況造成業者開闢無用路線之資源浪費，第一條因民眾募集成功由三重客運開闢的「捷運亞東醫院站－永和永元路」自2018年2月26日新闢後，即因實際載客人數與募集人數落差太大（平均每班次僅4人搭乘），僅開闢兩周後於3月12日停駛，後來新北市政府交通局為避免該狀況之產生，將募集路線的開闢要件修改，即使募集路線達20人募集之門檻，在公告通車日前須有20人於訂票系統訂購月票、多日票或連續5天的單日票才可正式營運，若民眾募集路線申請業者認為有經營效益，即使沒有達到訂票人數的通車門檻，仍然可以向新北市政府交通局申請通車營運，但由於募集開闢路線的功能仍未針對帳號與記名功能綁定，仍然有灌水之可能，使募集功能的美意大打折扣。

## 新北市新巴士

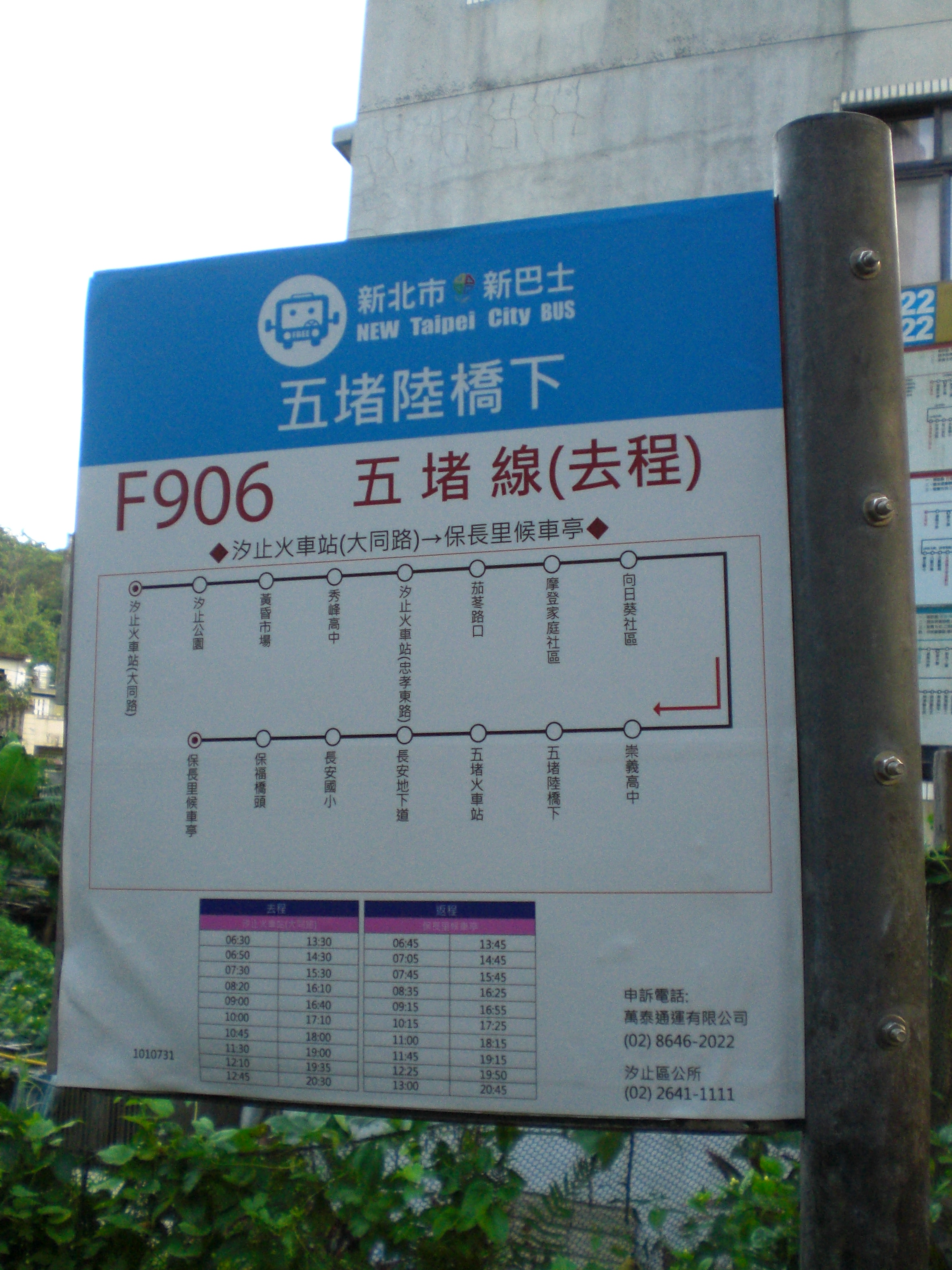
新北市免費巴士候車站牌

2010年12月25日起，新北市政府為擴大升格後免費社區巴士服務對象及路線，決定整合各區路線統一定名為「新北市新巴士」。新北市政府交通局規劃數項營運策略，包括將路線範圍由單區延至跨區、服務區域擴及29區、規劃洽公路線、環狀線先導公車於特定區間或時段免費搭乘、規劃企業識別標幟及納入市區公車管理機制等。
全市169條路線，各路線以「F」開頭，其指的是「Free」免費，而後3個數字當中的第1個數字，以新北市9個選舉區作區隔，唯為了避4，第4、5選區的代碼都是5，後兩碼則是公車路線序號。2013年起，比照一般公車，納入公車動態資訊系統管理。但事實上，部分新北市新巴士係由遊覽車或自用大客車提供服務，這類承運人也並未取得市區汽車客運業資格，並不能算是真正的市區公車。

## 路線列表

### 一般路線
| 路線編號          | 營運區間                                        | 經營業者                | 備註 |
| ----------------- | ----------------------------------------------- | ----------------------- | --- |
| 8                 | 捷運新店站－捷運景安站                          | 台北客運                | 全數配置低底盤 |
| 51                | 板橋－永和                                      | 台北客運                | 平日只有05：50班次從臺北客運南雅站發車(例假日停駛) 行經新北市政府、板橋中山路，全數配置1輛低底盤 |
| 57                | 板橋－永和                                      | 台北客運                | 行經中和區連城路，全數配置低底盤 |
| 62                | 三重－東園                                      | 首都客運                | 全數配置低底盤 |
| 99                | 板橋－新莊                                      | 台北客運 首都客運       | 配置24輛油電混合低底盤，3輛柴油低底盤(兩家業者可能使用其他路線配車支援) |
| 168               | 輕軌崁頂站－美麗新廣場                          | 淡水客運                | 配置智慧自動駕駛電動巴士 |
| 177               | 區民廣場－瑞芳車站                              | 台北客運                | 假日行駛 |
| 179               | 區民廣場－黃金博物館                            | 台北客運                | 假日行駛 |
| 201               | 中和－捷運龍山寺站                              | 台北客運                | |
| 231               | 宏國德霖科技大學－捷運西門站                    | 台北客運                | 全數配置低底盤 |
| 241               | 中和－博愛路                                    | 台北客運                | 行經永和得和路，已於103年7月1日轉為新北市區公車，全數配置低底盤 |
| 242               | 中和－捷運西門站                                | 台北客運                | 行經永和中正路，已於103年7月1日轉為新北市區公車。 |
| 243               | 中和－捷運西門站                                | 台北客運                | 行經永和仁愛路，已於103年7月1日轉為新北市區公車，全數配置低底盤 |
| 245               | 宏國德霖科技大學－捷運台大醫院站                | 台北客運                | 103年7月1日轉為新北市區公車，104年10月10日起縮線至捷運台大醫院站，全數配置低底盤 |
| 249               | 國立臺灣科技大學華夏校區－台北車站              | 欣欣客運                | 反方向路線為670(該線由臺北市公共運輸處管轄)，全數配置低底盤 |
| 264               | 板橋－捷運蘆洲站                                | 台北客運                | 全數配置低底盤 |
| 275               | 宏國德霖科技大學－松山機場                      | 台北客運                | 直行敦化南、北路，全數配置低底盤 行經中和南勢角 |
| 290(副線)         | 興隆站－中央新村                                | 欣欣客運                | |
| 520               | 新北產業園區－捷運民權西路站                    | 三重客運                | 全數配置低底盤 |
| 570               | 山中湖－南天母廣場                              | 臺北客運                | 1.原新北市新巴士F601線 2.行經捷運站 板南線土城站 3.僅假日行駛 |
| 571               | 善息寺－南天母廣場                              | 臺北客運                | 1.原新北市新巴士F602線 2.行經捷運站 板南線頂埔站、永寧站 3.僅假日行駛 |
| 572               | 金城路口－南天母廣場                            | 臺北客運                | 1.原新北市新巴士F603線 2.行經捷運站 板南線土城站 3.僅假日行駛，全數配置1輛低底盤 |
| 573               | 信義國小－新北高工－南天母廣場                  | 臺北客運                | 1.原新北市新巴士F605線 2.行經捷運站 板南線海山站、永寧站 3.僅假日行駛，全數配置1輛低底盤 |
| 574               | 信義國小－日新里－南天母廣場                    | 臺北客運                | 1.原新北市新巴士F606線 2.行經捷運站 板南線永寧站 3.僅假日行駛，全數配置1輛低底盤 |
| 575               | 捷運永寧站－南天母廣場                          | 臺北客運                | 1.原新北市新巴士F607線 2.行經捷運站 板南線永寧站 3.僅假日行駛 |
| 576               | 捷運新店區公所站－新和國小                      | 欣欣客運                | 原新北市新巴士F702線 |
| 577               | 板橋後站－捷運府中站                            | 臺北客運                | 原新北市新巴士F511線 |
| 578               | 泰山公有市場－台北車站                          | 國光客運                | 原新北市新巴士F215線，全數配置低底盤 |
| 579               | 明志國小－台北車站                              | 國光客運                | 原新北市新巴士F216線，全數配置低底盤 |
| 580               | 大窠橋－馬偕醫院                                | 指南客運                | 原新北市新巴士F221線，全數配置低底盤 |
| 581               | 陸光－御史路                                    | 國光客運                | 原新北市新巴士F222線，全數配置低底盤 |
| 582               | 五股－台北車站                                  | 國光客運                | 原新北市新巴士F223線，全數配置低底盤 |
| 583               | 五股－榮總                                      | 國光客運                | 原新北市新巴士F225線，全數配置低底盤 |
| 586               | 保長里－汐止火車站                              | 新北客運                | 原新北市新巴士F906線 |
| 587               | 汐止－瑞士山莊                                  | 新北客運                | 原新北市新巴士F908線 |
| 589               | 百福社區－南港車站                              | 新北客運                | 原新北市新巴士F912大同新五線 |
| 624               | 新店－捷運西門站                                | 台北客運                | 返程繞駛綠野香坡（往程僅部份班次繞駛）全數配置低底盤 |
| 629               | 汐止－松山車站                                  | 新北客運                | |
| 631               | 淡水－北投                                      | 淡水客運                | 行經小坪頂 |
| 635               | 迴龍－台北                                      | 三重客運                | 直行新莊區丹鳳地區中正路，，全數配置低底盤 |
| 636               | 樹林中正路－捷運中山站                          | 三重客運                | 配置12輛低底盤 2020年10月23日起，終點站從圓環縮駛至捷運中山站，調整行駛路線為【迴龍－捷運中山站】 |
| 637               | 五股－台北                                      | 三重客運                | 經明志路，全數配置低底盤 |
| 638               | 五股－捷運南京復興站                            | 三重客運                | 經明志路，配置21輛低底盤 |
| 638（副線）       | 五股－捷運輔大站                                | 三重客運                | 經五股貿商國宅、輔大醫院，全數配置低底盤，自107年2月1日起開始營運 |
| 639               | 樹林－北門                                      | 三重客運                | |
| 640               | 五股－捷運台大醫院站                            | 三重客運                | 全數配置低底盤 |
| 656               | 宏國德霖科技大學－捷運台大醫院站                | 台北客運                | 行經土城區學府路一段、土城區裕民路，全數配置低底盤 |
| 657               | 宏國德霖科技大學－捷運江子翠站                  | 台北客運                | 行經土城區立德路、板橋區漢生東路(部分班次行徑土城區延和路)，配置4輛福田油電混合動力及5輛福田五期低地板公車低底盤，僅少部分班次行經華江拖吊場，大部班次行駛華江一路                                                                                   |
| 658               | 板橋－西門                                      | 台北客運                | 行經板橋區長江路，已於103年7月1日轉為新北市區公車，全數配置低底盤 |
| 666               | 景美－烏塗窟／皇帝殿／華梵大學                  | 欣欣客運                | |
| 667               | 板橋－台北車站                                  | 台北客運                | 原路線為：板橋－京華城，行徑華翠大橋←105年12月24日起配合西區門戶計畫及北門周邊路型改善工程計畫延駛至台北車站(重慶)，全數配置低底盤 |
| 677               | 汐止社後－金龍寺                                | 光華巴士                | 原紅2直達車：原路線為北峰里─捷運圓山站←96年12月1日起改號汐止端路線調整延駛康寧街(中興路以東)─社後消防隊。民國109年9月1日起原新北市新巴士F916線併入光華巴士677線並改隸為新北市政府交通局管轄。 例假日停駛，全數配置低底盤                             |
| 677（副線）       | 汐止社後－金龍寺                                | 光華巴士                | 行經明峰街，原新北市新巴士F916線。例假日停駛，全數配置低底盤 |
| 678               | 汐止－捷運市政府站                              | 新北客運                | 例假日停駛，全數配置低底盤 |
| 701               | 迴龍－西門                                      | 台北客運                | 實際起點位於樹林(樹林藝文綜合行政大樓)，行經樹林後火車站，全數配置低底盤 |
| 702               | 三峽－板橋                                      | 台北客運                | 大部分路線沿臺鐵路廊行駛，行經板橋、浮洲、樹林、山佳、鶯歌等五座火車站周遭，全數配置低底盤 |
| 704               | 八里－捷運台北橋站                              | 三重客運                | 配有26輛低底盤 |
| 704（區間車）     | 八里－捷運蘆洲站                                | 三重客運                | 全數配置低底盤[[File:標誌(小)mark(S).jpg\|18px]與704正線配車共用 |
| 705               | 三峽－西門                                      | 台北客運                | 行經新北板橋公車站、光復橋，全數配置低底盤(偶而會有706車輛支援) |
| 706               | 三峽－西門                                      | 台北客運                | 行經雙和、捷運頂溪站，全數配置低底盤 |
| 707               | 三峽－松山機場                                  | 台北客運                | 原新北市區公車275副線，直行敦化南、北路，全數配置低底盤 行經永和永貞路 |
| 712               | 樹林俊興街－捷運亞東醫院站                      | 三重客運                | |
| 712（副線）       | 樹林俊興街－土城醫院                            | 三重客運                | |
| 716（皇冠北海岸） | 捷運淡水站－野柳地質公園                        | 淡水客運                | 台灣好行皇冠北海岸線 原公路客運1262副線2012年11月1日起實施 六段票收費 2015年8月1日起縮駛至龜吼漁港 自2019年5月15日起調整行駛路線為【野柳地質公園－淡水】 原 862（皇冠北海岸）線                                                                      |
| 760               | 林口轉運站－林口南勢                            | 三重客運                | 2021.10.15通車 |
| 778               | 三峽-白雞                                       | 台北客運                | 原公路客運1078線，全數配置低底盤，2012.1.1改編 |
| 779               | 三峽－新店                                      | 台北客運                | 原公路客運1079線，全數配置低底盤，2012.1.1改編 |
| 780               | 雙溪-盤山坑                                     | 國光客運                | 原公路客運1730線，二段票收費，2012.7.1改編 |
| 781               | 雙溪－長源                                      | 國光客運                | 原公路客運1731線，一段票收費，2012.7.1改編 |
| 782               | 雙溪－柑腳                                      | 國光客運                | 原公路客運1732線，一段票收費，2012.7.1改編 |
| 783               | 五股－台北                                      | 三重客運                | 原公路客運1203線，2013.1.1改制 |
| 785               | 凌雲寺觀音山－北門                              | 三重客運                | 原公路客運1205線，2013.1.1改制 |
| 786               | 公西－板橋                                      | 三重客運                | 原公路客運1206線，2013.1.1改制 |
| 786（區間車）     | 公西－捷運新莊站                                | 三重客運                | 105年9月12日通車 |
| 787               | 基隆－瑞芳                                      | 基隆客運                | 原公路客運1012線，二段票收費，全數配置低底盤 |
| 787（瑞芳工業區） | 基隆－瑞芳                                      | 基隆客運                | 原公路客運1012線﹝經瑞芳工業區﹞，二段票收費，全數配置低底盤 |
| 788               | 基隆－金瓜石﹝水湳洞﹞                          | 基隆客運                | 原公路客運1013線，2012.7.15改編，全數配置低底盤，經九份 |
| 788（海科館）     | 基隆－金瓜石                                    | 基隆客運                | 2014.8.1開通，經海科館、新豐街，全數配置低底盤，經九份 |
| 789               | 國家新城－崁腳                                  | 基隆客運                | 原公路客運1021線，三段票收費，2012.7.15改編，全數配置低底盤 |
| 789(區間車)       | 基隆車站－北基新城                              | 基隆客運                | 兩段票收費，2017.11.10通車，全數配置低底盤 |
| 790               | 金山南勢－基隆轉運站                            | 基隆客運 淡水客運       | 原公路客運1022線，全數配置低底盤，2012.7.15改編，部份班次行經萬里龜吼漁港；2025.6.16淡水客運加入共營 |
| 791               | 國家新城－福隆                                  | 基隆客運                | 原公路客運1052線，2012.7.15改編，部分班次經貢寮，全數配置低底盤 |
| 791(區間車)       | 國家新城－瑞芳車站                              | 基隆客運                | 原公路客運1051線，全數配置低底盤 |
| 793               | 樹林－動物園                                    | 台北客運                | 原公路客運1073線，二段票收費，2013.1.1改編，少數行駛低底盤 |
| 795               | 木柵(捷運動物園站)－平溪（十分遊客中心/野人谷） | 台北客運                | 原公路客運1076線，營運模式一般路線/台灣好行木柵平溪線，全數配置低底盤 2013.1.1改編 2025.7.1調整文山區頭端動線 |
| 796               | 木柵－捷運中和站                                | 台北客運                | 原公路客運1080線，二段票收費，全數配置低底盤 2013.1.1改編 2025.7.1縮駛至捷運中和站並調整文山區頭端動線 |
| 797               | 五股－臺北車站                                  | 指南客運                | 原公路客運1502，全數配置低底盤，2012.5.1改編 |
| 799               | 樹林－捷運西門站                                | 指南客運                | 原公路客運1508，2012.5.1改編，全數配置低底盤 平日發車班次: 05:20 / 07:20 / 15:55 例假日停駛 |
| 800               | 樹林－捷運輔大站                                | 指南客運                | 原公路客運1509，2014年12月15日起由捷運西門站縮駛至捷運輔大站，全數配置低底盤 |
| 801               | 五股－松山機場                                  | 指南客運                | 直行五股成泰路、泰山明志路、新莊中正路，全數配置低底盤 |
| 802               | 三峽－捷運新埔站                                | 首都客運                | 全數配置低底盤 |
| 802（區間車）     | 新莊－捷運新埔站                                | 首都客運                | 全數配置低底盤 |
| 803               | 五股－松山機場                                  | 指南客運                | 行經貿商二村、泰山泰林路、三重中興北街、三重中山橋，全數配置低底盤 |
| 805               | 土城－五股                                      | 台北客運 三重客運       | 全數配置低底盤 |
| 806               | 板橋－蘆洲                                      | 台北客運 三重客運       | 全數配置低底盤 |
| 807               | 三峽－滿月圓                                    | 台北客運                | 三段票收費 |
| 808               | 瑞芳－猴硐                                      | 基隆客運                | |
| 810               | 土城－迴龍(大慶蓮莊)                            | 三重客運                | 板橋～輔大快速公車，經捷運府中站，全數配置低底盤 |
| 811               | 蘆洲－聯合醫院中興院區                          | 三重客運                | 全數配置低底盤 |
| 812               | 三峽老街－捷運永寧站                            | 台北客運                | 全數配置低底盤(偶爾會有一般公車、中巴支援) |
| 813               | 五股－中和                                      | 指南客運 光華巴士       | 全數配置低底盤，實際終點僅至中和區與土城區交界 |
| 813（區間車）     | 中和－行政院新莊聯合辦公大樓                    | 指南客運 光華巴士       | 2014年1月15日起行駛，全數配置低底盤，實際起點僅至中和區與土城區交界，例假日停駛 |
| 815               | 三重商工－故宮博物院                            | 中興巴士                | 行經三重區力行路，全數配置低底盤(偶爾會有一般公車、中巴支援) |
| 816               | 三重商工－捷運士林站                            | 中興巴士                | 行經蘆洲區中山一、二路，全數配置低底盤 |
| 817               | 汐止－五分埔                                    | 新北客運                | 全數配置低底盤 |
| 818               | 聖約翰科大－捷運紅樹林站                        | 淡水客運                | 配有3輛低底盤（另有紅37線車輛支援） |
| 819               | 深坑－捷運大坪林站                              | 欣欣客運                | 經自然橋，本路線自107年11月20日起延駛至民權中興路口(捷運大坪林站) |
| 820               | 泰山－捷運民權西路站                            | 中興巴士                | 配有4輛低底盤 |
| 821               | 三芝－天文科學館                                | 中興巴士                | 原公路客運2020線，2013年1月1日改編，2014年9月1日起延駛至天文科學館，部分配置低底盤 |
| 822               | 五股立體停車場－林口長庚醫院                    | 三重客運                | 2013年3月25日上路 |
| 823               | 舊莊－汐止                                      | 台北客運 大都會客運     | ←2012年12月21日13時上路，全數配置低底盤 |
| 824               | 浮州合宜住宅 一 板橋公車站                      | 台北客運                | 06:00 / 06:30 / 14:00 / 15:30 歡仔園發車, 行駛合宜路、新北板橋公車站,終點站為合宜路 10:20 / 12:00 / 21:00 / 22:00 合宜路站發車,行駛新北板橋公車站。返程繞駛合宜路、合宜路(一)，終點站為歡仔園 ，全數配置低底盤                                       |
| 825               | 瑞芳－金瓜石                                    | 基隆客運                | 例假日行駛 |
| 826               | 猴硐－水湳洞                                    | 基隆客運                | 例假日行駛 |
| 827               | 瑞芳－福山宮                                    | 基隆客運                | |
| 835               | 新北產業園區－捷運大醫院站                      | 三重客運，配置5輛低底盤 | |
| 836               | 捷運淡水站－漁人碼頭                            | 指南客運                | 淡水古蹟園區遊園公車，全數配置低底盤 |
| 837               | 新春街－福德里                                  | 淡水客運                | |
| 837(副線)         | 捷運淡水站－福德里                              | 淡水客運                | 原新北市新巴士F107路線，於2019年6月1日改為新北市公車837副線 |
| 837(區間)         | 捷運淡水站－竹圍                                | 淡水客運                | 原新北市新巴士F108路線，於2019年6月1日改為新北市公車837副線 |
| 838               | 泰山－捷運關渡站                                | 指南客運                | 全數配置低底盤 |
| 839               | 達觀鎮萬象站－捷運新店站                        | 大南汽車                | 部分班次行駛耕莘醫院 |
| 842               | 新莊－捷運新埔站                                | 首都客運                | 行經新莊區建福路，全數配置低底盤（偶爾會有支援車） |
| 843               | 樹林－捷運府中站                                | 台北客運                | 行經樹林區大安路，全數配置低底盤 |
| 845               | 新莊－捷運新埔站                                | 首都客運 台北客運       | 行經新莊區幸福路，全數配置低底盤 |
| 846               | 瑞芳－平溪                                      | 基隆客運                | |
| 847               | 樹林－捷運板橋站                                | 指南客運                | 經仁愛新村，福星里,全數配置低底盤（偶爾有847區間車車輛支援） 自2021/2/3日起： 1.民族區運路口，長安海山街口，海山高中站牌裁撤往樹林方向（往樹林方向乘客請至對向站位乘車） 2.裁撤民族路上的板橋外站 3.改行駛中山路民權路口及板橋外站往樹林方向單邊站位 |
| 847（貴興路）     | 樹林－捷運板橋站                                | 指南客運                | 行駛貴興路，不經仁愛新村，福星里 繞駛貴興路班次(例假日停駛): 07:00 10:00 16:00 |
| 847（區間車）     | 樹林－捷運亞東醫院站                            | 指南客運                | 全數配置低底盤 2021年3月15日起部分班次繞駛土城區、土城醫院 |
| 848               | 台北區監理所－板橋公車站                        | 台北客運                | |
| 849               | 烏來－臺北車站                                  | 新店客運                | 直行羅斯福路，原公路客運1601改號，三段票收費 |
| 851               | 北大社區－鶯歌高職                              | 台北客運                | 經客家文化園區、鶯歌火車站、尖山國中 |
| 852               | 北大社區－樹林                                  | 台北客運                | 經柑園、山佳國小、大同國小、樹林中學 例假日停駛 |
| 853               | 三芝→捷運紅樹林站                               | 淡水客運                | 原三芝→捷運紅樹林跳蛙式公車路線賦予編號 例假日停駛 單向行駛直達路線、跳蛙停靠，全配低底盤 |
| 854               | 華亞園區 - 寶林路                               | 三重客運                | 2017/02/16開通，2021/10/15改線 經捷運林口站、長庚醫院，配有10輛低底盤 |
| 856               | 瑞芳－馬崗                                      | 基隆客運                | 台灣好行黃金福隆線，全配低底盤 |
| 857               | 淡海－板橋                                      | 三重客運                | 原公路客運1202，全數配置低底盤 自 109年11月15日起,配合淡海輕軌藍海線通車, 調整為全時段不繞駛進漁人碼頭。另考量行車安全,取消「沙崙里」 返程站位,請改至「淡海中正路口」或「輕軌沙崙站」下車                                                            |
| 858               | 樹林－林口長庚醫院                              | 三重客運                | 原公路客運1208 |
| 859               | 泰山公有市場一－樹林東昇公園                    | 三重客運                | 全數配置低底盤 |
| 860               | 淡水－經台二線－三芝                            | 淡水客運                | 原公路客運1260，全數配置低底盤 |
| 861               | 馬偕醫學院－捷運淡水站                          | 淡水客運                | 原公路客運1261 二段票收費，全數配置低底盤 |
| 862               | 捷運淡水站－基隆轉運站                          | 淡水客運 基隆客運       | 原公路客運1262 全數配置低底盤2012年11月1日起實施 八段票收費 |
| 863               | 淡水－金山                                      | 淡水客運                | 原公路客運1263 全數配置低底盤2012年7月1日起實施五段票收費 |
| 864               | 三芝－捷運劍潭站                                | 淡水客運                | 原公路客運12642012.7.1起實施四段票收費，全數配置低底盤 |
| 865               | 淡水－茂林                                      | 淡水客運                | 原公路客運1265 |
| 866               | 淡水－內橫山                                    | 淡水客運                | 原公路客運1266 |
| 867               | 淡水－尖山湖                                    | 淡水客運                | 原公路客運1267 |
| 867（區間車）     | 淡水－石門                                      | 淡水客運                | 僅行駛淡水往石門單程 |
| 868               | 淡水－經小坪頂/學府路－淡水                     | 淡水客運                | 原公路客運1268 |
| 869               | 淡水－高爾夫山莊                                | 淡水客運                | 原公路客運1269 |
| 870               | 淡水－忠山                                      | 淡水客運                | 原公路客運1270，全數配置低底盤 |
| 871               | 淡水－行忠堂                                    | 淡水客運                | 原公路客運1271 |
| 872               | 淡水－中泰                                      | 淡水客運                | 原公路客運1272，全數配置低底盤 |
| 873               | 淡水－中和里                                    | 淡水客運                | 原公路客運1273，全數配置低底盤 |
| 874               | 淡水－大湖                                      | 淡水客運                | 原公路客運1274，全數配置低底盤 |
| 875               | 淡水－北新莊                                    | 淡水客運                | 原公路客運1275，全數配置低底盤 |
| 876               | 淡水－三芝（經101市道）                         | 淡水客運                | 原公路客運1276，全數配置低底盤 |
| 877               | 淡水－石門（經101市道）                         | 淡水客運                | 原公路客運1277 |
| 878               | 淡水－八里                                      | 淡水客運                | 原公路客運1278，全數配置低底盤 |
| 879               | 三芝－關渡（經淡水區淡金路及淡金路1、2段）      | 淡水客運                | 原公路客運1279，全數配置低底盤 |
| 880               | 樹林－淡海                                      | 指南客運                | 原公路客運1510，全數配置低底盤，與883共用 |
| 881               | 捷運淡水站－淡海                                | 指南客運                | 原公路客運1513，全數配置低底盤 |
| 882               | 捷運紅樹林站－馬偕醫學院                        | 淡水客運                | 原公路客運1282，全數配置低底盤 |
| 883               | 淡海－捷運丹鳳站                                | 指南客運                | 原公路客運1515，全數配置低底盤 |
| 885               | 三峽－捷運新埔站                                | 首都客運                | 原公路客運1575（三峽－圓環），全數配置低底盤 |
| 886               | 瑞芳－龍洞灣公園                                | 基隆客運                | 原公路客運1001 |
| 889               | 三峽－捷運亞東醫院站                            | 台北客運                | 全數配置低底盤 ，於103年1月19日起，縮線至捷運亞東醫院站。 '自108年11月1日起路線不行駛土城區中華路 目前路線行駛為經板橋區篤行路，浮洲橋 捷運亞東醫院站後，行經合宜路站及合宜路(一)站'                                                                 |
| 890               | 汐止－烘內                                      | 新北客運                | 原公路客運1190，全數配置低底盤 |
| 891               | 金瓜石－保民堂                                  | 基隆客運                | 金水浪漫號〖2012.5.28開通〗 |
| 894               | 淡海新市鎮－捷運淡水站                          | 淡水客運                | 2017年9月開通 |
| 895               | 南勢角－捷運公館站                              | 欣欣客運                | 2013年4月15日開通，2015年3月1日從大鵬新城改線自南勢角發車 |
| 896               | 烘內－南港車站                                  | 新北客運                | 行經烘內地區，原聯營51線，因移轉後與新北51重號，於2014/1/1改制，部分配置低底盤 |
| 897               | 景文科技大學－板橋                              | 指南客運                | |
| 897（區間車）     | 景文科技大學－捷運景安站                        | 指南客運                | 自2016年6月1日通車，全數配置低底盤 |
| 898               | 樹林中正路－林口長庚醫院                        | 三重客運                | 2015年4月28日開通，少數行駛低底盤 |
| 899               | 捷運蘆洲站－捷運新北產業園區站                  | 三重客運                | 2017年2月16日開通，全數配置低底盤 |

### 捷運接駁公車
| 路線編號       | 營運區間                                           | 經營業者          | 備註 |
| -------------- | -------------------------------------------------- | ----------------- | --- |
| 棕7            | 新店－台北市政府                                   | 臺北客運          | 行經信義快速道路，部分班次行駛至綠野香坡 2005年5月14日延駛市政府，後於2014年7月1日轉為新北市區公車。 兩段票收費，全數配置低底盤一車雙機 |
| 紅13           | 八里－捷運關渡站                                   | 淡水客運          | 行經八仙樂園、十三行博物館、八里左岸、八里渡船頭，全數配置低底盤 |
| 紅22           | 八里－捷運關渡站                                   | 淡水客運          | 行經八仙樂園、台北港、八里左岸、八里渡船頭，全數配置低底盤 |
| 紅23           | 淡水－關渡                                         | 三重客運          | 行經輕軌沙崙站、輕軌臺北海洋大學站、新民街一段、新春街、淡金路、捷運紅樹林站(輕軌紅樹林站)、捷運竹圍站 自 109年11月15日起,配合淡海輕軌藍海線通車, 調整為全時段不繞駛進漁人碼頭。另考量行車安全,取消「沙崙里」 返程站位,請改至「淡海中正路口」或「輕軌沙崙站」下車 |
| 紅26           | 漁人碼頭－捷運淡水站                               | 指南客運          | 全數配置低底盤 |
| 紅27           | 捷運淡水站－淡江大學（側門外）                     | 指南客運          | 全數配置低底盤 |
| 紅28           | 捷運淡水站－淡江大學（正門內）                     | 淡水客運          | |
| 紅28（直達車） | 捷運淡水站－淡江大學                               | 淡水客運          | 直行鄧公路 |
| 紅36           | 新春街－捷運淡水站                                 | 淡水客運          | |
| 紅37           | 正德國中－捷運淡水站                               | 淡水客運          | 全數配置低底盤 |
| 紅38           | 淡海新市鎮－捷運淡水站                             | 淡水客運          | |
| 紅39           | 新春街－捷運淡水站                                 | 淡水客運          | 全數配置低底盤 |
| 紅51           | 淡海新市鎮－捷運淡水站                             | 淡水客運          | 2011年5月22起通車 |
| 紅52           | 淡海新市鎮－捷運紅樹林站                           | 淡水客運          | 2014年2月17起通車，例假日停駛，全數配置低底盤 |
| 綠2左          | 景美女中－中永和                                   | 欣欣客運          | 中永和區段為綠2右之反向，景平路→成功路，2017年9月26日首度配置低地板公車。 配置10輛低底盤 |
| 綠2右          | 景美女中－中永和                                   | 欣欣客運          | 中永和區段為綠2左之反向，成功路→景平路，2017年9月26日首度配置低地板公車。 配置10輛低底盤 |
| 綠3            | 花園新城－中和                                     | 新店客運          | |
| 綠5            | 大崎腳－中正環河路口(大鵬華城)                     | 新店客運          | 全數配置低底盤 |
| 綠6            | 美之城－中和                                       | 新店客運          | 全數配置低底盤 |
| 綠7            | 黎明清境－捷運大坪林站                             | 新店客運          | 全數配置低底盤 |
| 綠8            | 台北小城－中和                                     | 新店客運          | 全數配置低底盤 |
| 綠9            | 大香山－慈濟醫院                                   | 大南汽車          | |
| 綠9（副線）    | 大香山－耕莘醫院                                   | 大南汽車          | |
| 綠9（區間車）  | 大香山－北新國小                                   | 大南汽車          | 部分班次從大千豪景發車或不經大千豪景 |
| 綠10           | 景文科技大學－捷運大坪林站                         | 新店客運          | 全數配置低底盤 |
| 綠12           | 坪林－捷運新店站                                   | 新店客運          | 行經北宜公路 原1602縮短至捷運新店站後改號 兩段票收費 |
| 綠13           | 青潭─公館                                          | 新店客運          | 兩段票收費 全數配置低底盤 |
| 綠15           | 綠野香坡－捷運大坪林站                             | 新店客運          | 全數配置低底盤 |
| 橘1            | 錦繡－捷運景安站                                   | 指南客運          | 全數配置低底盤 |
| 橘2            | 中和站－秀山國小                                   | 台北客運          | 全數配置低底盤一車雙機 |
| 橘3            | 中和站－捷運頂溪站                                 | 台北客運          | |
| 橘5            | 板橋－捷運景安站                                   | 台北客運          | 行經捷運新埔民生站、衛生福利部雙和醫院，全數配置低底盤 |
| 橘9            | 錦繡－雙和醫院                                     | 指南客運          | 行經彩蝶別墅、部立雙和醫院，全數配置低底盤 |
| 橘10           | 泰山－捷運三民高中站                               | 指南客運          | 行經永安大橋，自103年4月1日起延駛至捷運三民高中站 |
| 橘12           | 二重－捷運三重國小站                               | 首都客運          | |
| 橘13           | 三重－五股                                         | 首都客運          | 行經捷運徐匯中學站、五股五福路，全數配置低底盤 |
| 橘16           | 三重－捷運三民高中站                               | 中興巴士          | 經捷運蘆洲站 |
| 橘17           | 新莊中原路－捷運三民高中站                         | 大都會客運        | 經捷運蘆洲、三民高中，自2014年由新北產業園區延駛至行政院新莊聯合辦公大樓 |
| 橘18           | 蘆洲－五華街                                       | 大都會客運        | 行經捷運三民高中、徐匯中學站，部分班次繞駛福隆街 |
| 橘19           | 五股－三重                                         | 三重客運          | 經三民路、新北高中、捷運蘆洲、三民高中、徐匯中學站 |
| 橘20           | 觀音山－蘆洲                                       | 三重客運          | 行經捷運蘆洲、三民高中站 |
| 橘21           | 迴龍－新北產業園區                                 | 三重客運          | 行經樂生療養院、頭前國中、捷運新莊、輔大站 |
| 橘22           | 瓊林－捷運新莊站                                   | 三重客運          | 行經大眾廟、民安國小、捷運新莊、輔大站 |
| 橘25           | 蘆洲－捷運三重國小站                               | 三重客運          | 行經永安南路、中正北路 |
| 橘26           | 樹林－捷運迴龍站                                   | 三重客運          | 2012年12月18日正式上路，因捷運迴龍站通車，路線縮短至捷運迴龍站 |
| 藍1            | 蘆洲－台北車站                                     | 三重客運          | 全數配置低底盤 |
| 藍2            | 新莊－捷運臺大醫院站                               | 首都客運          | 全數配置低底盤 |
| 藍15           | 汐止－捷運昆陽站                                   | 中興巴士          | 全數配置低底盤 |
| 藍17           | 五福新村－捷運永寧站                               | 台北客運          | 行經捷運新埔站;實際終點為捷運永寧站，全數配置低底盤 |
| 藍18           | 中和－新莊                                         | 台北客運 首都客運 | 全數配置低底盤 |
| 藍21           | 社后福德路－捷運南港站                               | 光華巴士          | 行經汐止區中興路，全數配置低底盤 |
| 藍21（副線）   | 汐止社－南港車站                                   | 光華巴士          | 行經汐止區南陽街，全數配置低底盤，2012年3月28日起行駛 |
| 藍22           | 汐止－南港花園社區                                 | 新北客運          | 兩段票收費，全數配置低底盤 |
| 藍23           | 社－捷運昆陽站                                     | 光華巴士          | 行經汐止區樟樹一、二路，全數配置低底盤 |
| 藍31           | 五福新村－後埔                                     | 台北客運          | 實際終點為板橋後站；原先局部於華江碼頭發車之班次，因強颱蘇迪勒之災後復原因素，目前暫時改回五福新村站發車。 |
| 藍32           | 臺北客運南雅站－經新北板橋公車站－聯合醫院板橋院區 | 台北客運          | 返程單向行經四川路、捷運亞東醫院站 |
| 藍33           | 五福新村－板橋公車站                               | 台北客運          | 例假日停駛 |
| 藍35           | 歡仔園－捷運新埔站                                 | 台北客運          | |
| 藍37           | 迴龍－捷運板橋站                                   | 三重客運          | 全數配置低底盤 |
| 藍38           | 樹林－捷運板橋站                                   | 三重客運          | 全數配置低底盤 自112年1月1日起，裁撤往返樹林站方向「東昇公園」以及「海明寺」，調整為「文化街二」 |
| 藍39           | 社－南港車站                                       | 光華巴士          | 全數配置低底盤 |
| 藍39（副線）   | 汐止社－南港車站                                   | 光華巴士          | 行經汐止區樟樹一路，全數配置低底盤，2012年3月1日起行駛 |
| 藍40           | 華克山莊－捷運土城站                               | 台北客運          | |
| 藍41           | 捷運海山站－捷運永安市場站                         | 基隆客運          | 實際上起站為『員福里（基隆客運土城站）』，全數配置低底盤，106年11月16日起延駛至捷運永安市場站 |
| 藍41（延和路） | 捷運海山站－捷運永安市場站                         | 基隆客運          | 實際上起站為『員福里（基隆客運土城站）』，全數配置低底盤，106年11月16日起延駛至捷運永安市場站 |
| 藍43           | 三峽柑園－捷運永寧站                               | 台北客運          | 平日08：30 / 10：30 / 14：30 / 17：20班次延駛土城南天母地區，少數班次行駛低底盤 |
| 藍44           | 樹林－捷運永寧站                                   | 台北客運          | 平日08：00 / 12：40 / 18：40 / 20：40班次延駛土城南天母地區，全數配置低底盤 |
| 藍45           | 成福－捷運永寧站                                   | 台北客運          | 全數配置低底盤 |
| 藍46           | 二鬮－捷運永寧站                                   | 台北客運          | 每車可搭載一輛自行車，全數配置低底盤 |

### 快速公車
新北市公車958～962等路線（961、962已停駛）為配合桃園機場捷運通車開闢之一般路線，因8字頭號碼不敷使用，改以9字頭編號；981～986等捷運先導公車路線（986已停駛），則是為興建中捷運線之先行體驗公車路線，除986有行經高速公路外，其餘路線多半行駛平面道路。

| 路線編號      | 立位 | 營運區間                         | 經營業者                   | 備註 |
| ------------- | ---- | -------------------------------- | -------------------------- | --- |
| 906           | O    | 錦繡－松山機場                   | 新店客運                   | 直行敦化南、北路，行經水源快速道路、中央新村 |
| 908           | X    | 三峽－捷運景安站                 | 台北客運                   | 行經國道3號 |
| 909           | O    | 錦繡－松山機場                   | 新店客運                   | 直行敦化南、路，行經玫瑰中國城社區、北新路、新店中華路、水源快速道路 配有6輛低底盤 |
| 910           | X    | 三峽－捷運府中站                 | 台北客運                   | 行經國道3號 |
| 913           | O    | 錦繡－松山機場                   | 新店客運                   | 直行敦化南、北路，行經新店安和路、中安大橋、水源快速道路，原新北市公車906副，2015年5月1日改編 全配低底盤 |
| 916           | X    | 三峽－捷運永寧站                 | 台北客運 首都客運          | 行經國道3號 |
| 917           | X    | 鶯歌－捷運永寧站                 | 台北客運                   | 行經國道3號 |
| 918           | O    | 泰山（黎明技術學院）－新店       | 指南客運 中興巴士          | 行經台64線快速公路，部分班次繞駛耕莘醫院，中興巴士配低底盤 |
| 919           | O    | 五堵－捷運忠孝復興站             | 新北客運                   | 行經環東大道 |
| 920           | X    | 林口－板橋                       | 台北客運                   | 行經國道1號 |
| 920（副線）   | X    | 林口轉運站－板橋                 | 台北客運                   | 行經國道1號，林口轉運站後直接上高速公路不行經其他林口/龜山站點 |
| 921           | X    | 三峽北大社區－捷運景安站         | 台北客運                   | 行經北大社區、國道3號 |
| 922           | X    | 三峽北大社區－捷運永寧站         | 台北客運                   | 行經北大社區、國道3號 |
| 923           | X    | 坪林－捷運新店站                 | 新店客運                   | 行經國道3號、文山路、國道5號（渭水高） |
| 925           | X    | 林口－蘆洲                       | 台北客運                   | 行經國道1號 2011年6月4日起調整動線，林口端調整行經人見仁愛社區，榮耀之星 三重端延駛至捷運徐匯中學 2012年9月15日起，新增蘆洲區三民路站位 |
| 927           | X    | 三重－中山路－八里               | 首都客運 三重客運 淡水客運 | 行經台64線快速公路、捷運徐匯中學站，淡水客運配低底盤。 |
| 928           | X    | 三重－中華路－八里               | 淡水客運 三重客運          | 行經台64線快速公路、捷運徐匯中學站，淡水客運配低底盤。 |
| 930           | X    | 青潭－板橋                       | 新店客運                   | 行經台64線快速公路 |
| 930（大崎腳） | X    | 大崎腳－板橋                     | 新店客運                   | 行經台64線快速公路 |
| 932           | X    | 三峽北大社區－板橋               | 台北客運                   | 行經北大社區、國道3號、台65線快速公路。 |
| 933           | O    | 三重－動物園                     | 中興巴士 指南客運          | 行經台64線快速公路、新北環快(新北大橋)、三重中正南北路，全配低底盤。 |
| 935           | O    | 錦繡－台北市政府                 | 新店客運                   | 行經水源快速道路 配有2輛低底盤。 |
| 936           | X    | 師大林口校區－捷運圓山站         | 三重客運                   | 行經國道1號 |
| 937           | X    | 林口－捷運圓山站                 | 大都會客運                 | 行經國道1號，2012年7月20日開通 |
| 937（副線）   | X    | 林口轉運站－捷運圓山站           | 大都會客運                 | 行經國道1號，2021年10月15日開通，林口轉運站後直接上高速公路不行經其他林口/龜山站點 |
| 938           | O    | 五股－捷運台大醫院站             | 指南客運                   | 行經台1線高架橋，原二段票路線改為一段票路線，全配低底盤 |
| 939           | X    | 三峽北大社區－臺北市政府         | 台北客運                   | 行經水源快速道路、國道3號，2012年6月27日開通 |
| 939（副線）   | X    | 鶯歌－臺北市政府                 | 台北客運                   | 行經水源快速道路、國道3號，2018年9月28日開通 |
| 940           | X    | 三峽－捷運府中站                 | 臺北客運                   | 前身為2012年4月25日闢駛之916副線（中埔、八張地區快速專車）。 2013年3月4日改號為940。 2014年5月6日改道延駛至捷運府中站。行經國道三號、台65線。 |
| 941           | X    | 三峽－新店                       | 臺北客運                   | 行經國道3號，2013年7月1日通車 |
| 943           | X    | 三峽－臺北大學(臺北校區)         | 臺北客運                   | 行經國道3號、水源快速道路、捷運台電大樓站、建國高架，2013年9月16日通車 臺北大學三峽與臺北校區接駁車 |
| 945           | X    | 林口－松山機場                   | 三重客運                   | 行經國道一號，2013年12月20日通車 |
| 946           | X    | 林口－內湖科學園區               | 三重客運                   | 行經國道一號，2013年12月20日通車 |
| 946（副線）   | X    | 林口－內湖科學園區               | 三重客運                   | 行經國道一號、南勢街，2013年12月20日通車 |
| 947           | X    | 淡水－板橋                       | 指南客運 淡水客運          | 行經台64線、五股成泰路，2014年9月6日通車，指南客運配低底盤。 |
| 948           | X    | 林口－板橋                       | 臺北客運                   | 行經台65線，2014年2月17日通車 |
| 951           | X    | 新店－汐止                       | 中興巴士 指南客運          | 行經國道三號、捷運南港展覽館站，於2014年10月14日起通車 |
| 952           | X    | 板橋－南崁                       | 首都客運 桃園客運          | 行經國道一號、台65線，2014年12月29日通車，配置2輛大復康 |
| 953           | X    | 金山－臺大計資中心               | 基隆客運                   | 行經萬里、基隆市安樂區、國道一號、建國高架、大安、建國南路、辛亥路、和平東路 |
| 953(區間車)   | X    | 金山－台北科技大學               | 基隆客運                   | 行經萬里、基隆市安樂區、國道一號、建國高架、台北科技大學，2017年9月15日通車 |
| 958           | O    | 捷運新北產業園區站－捷運先嗇宮站 | 三重客運                   | 2017年2月16日起通車，不行經任何高速公路、快速道路，經五工一路 |
| 959           | O    | 捷運新北產業園區站－捷運先嗇宮站 | 三重客運                   | 2017年2月16日起通車，不行經任何高速公路、快速道路，經頭前國中 |
| 960           | O    | 捷運新莊站－捷運泰山站           | 三重客運                   | 2017年2月16日起通車，不行經任何高速公路、快速道路 |
| 963           | O    | 八里－板橋                       | 指南客運 淡水客運          | 2018年6月30日起通車，行經五股、台64線 |
| 963直         | O    | 八里－板橋                       | 指南客運 淡水客運          | 2018年7月9日起通車，上午兩班次改為直達車，往程不經五股郵局-中興路三段間、返程不經立體停車場-成州郵局間各站位，由五股一交流道上下台64線快速道路 |
| 965           | X    | 板橋－金瓜石                     | 臺北客運                   | 2018年9月10日起通車，段次收費【最高六段票】，行經國道高速公路及快速道路路段時不提供站位，平日.假日均有提供服務。本車行經：捷運府中站(府中路)、板橋公車站、萬華車站、捷運西門站、捷運北門站、瑞芳火車站(區民廣場)、九份老街、金瓜石(黃金博物館),可於跳蛙公車APP預約 |
| 966           | X    | 林口竹林山觀音寺－台北車站       | 三重客運                   | 原國道客運1210線，2020年6月28日改為新北市區公車966線，行經國道一號 |
| 966（副線）   | X    | 林口轉運站－台北車站             | 三重客運                   | 2021年10月15日起通車，行經國道一號，林口轉運站後直接上高速公路不行經其他林口/龜山站點 |
| 967           | X    | 長庚大學/桃園酒廠－臺北市政府    | 三重客運                   | 原國道客運1211/1211A線，2020年6月28日改為新北市區公車967線，行經國道一號 |
| 967（副線）   | X    | 林口轉運站－仁愛敦化路口         | 三重客運                   | 2021年10月15日起通車，行經國道一號，林口轉運站後直接上高速公路不行經其他林口/龜山站點 |
| 967直達       | X    | 長庚大學－臺北市政府             | 三重客運                   | 原國道客運1211B線，2020年6月28日改為新北市區公車967線，行經國道一號，部分林口市區站位不行經 |
| 981           | O    | 北大社區－鶯歌                   | 台北客運                   | 經恩主公醫院、鶯歌火車站 原「新北三鶯線先導公車」，於2015年1月1日賦予路線編號。 全數配置低底盤 |
| 982           | O    | 新莊－新店                       | 首都客運 大都會客運        | 經新北產業園區、中央合署辦公大樓 原「新北環狀線先導公車」，於2015年1月1日賦予路線編號。(含區間車、直達車) 全數配置低底盤 |
| 983           | O    | 淡海新市鎮－捷運關渡站           | 淡水客運                   | 經捷運紅樹林站、捷運竹圍站 原「新北淡海線先導公車」，於2015年1月1日賦予路線編號。 全數配置低底盤 最早為紅18路 |
| 985           | O    | 三重客運新莊站－捷運龍山寺站     | 三重客運                   | 原「新北萬大線先導公車」，於2015年1月1日賦予路線編號。 配置10輛低底盤 |

### 輕軌先導公車
| 路線編號        | 營運區間               | 經營業者 | 備註                                                                         |
| --------------- | ---------------------- | -------- | ---------------------------------------------------------------------------- |
| 藍海2線先導公車 | 淡海新市鎮－捷運淡水站 | 淡水客運 | 連結紅毛城、滬尾砲台與部分淡海輕軌綠山線車站、淡海新市鎮等，2018年2月2日通車 |

### 跳蛙公車
| 路線編號    | 預約 | 營運區間                   | 經營業者   | 備註 |
| ----------- | ---- | -------------------------- | ---------- | --- |
| 853（跳蛙） | O    | 三芝→捷運紅樹林站          | 淡水客運   | 原三芝→捷運紅樹林跳蛙式公車路線賦予編號 2015年4月13日新線上路，例假日停駛 單向行駛直達路線、跳蛙停靠，全數配置低底盤 |
| 跳蛙公車    | O    | 林口－板橋                 | 台北客運   | 行經國道1號，2017年8月1日開通 例假日停駛，單向行駛直達路線、跳蛙停靠，往台北不經長庚醫院，返程依原920路線行駛原訂站位。 |
| 跳蛙公車    | O    | 師大林口校區－捷運圓山站   | 三重客運   | 行經國道1號，2015年10月20日開通 往台北不經林口長庚醫院，返程依原936路線行駛原核定站位。 例假日停駛 |
| 939（跳蛙） | O    | 三峽北大社區－臺北市政府   | 台北客運   | 行經水源快速道路、國道3號，2016年10月2日開通 例假日停駛 |
| 跳蛙公車    | O    | 林口－內科                 | 三重客運   | 行經國道1號，2017年3月6日開通 例假日停駛 |
| 跳蛙公車    | O    | 三峽－捷運台大醫院站       | 台北客運   | 行經三峽、國道三號、台65線、捷運府中站、萬華、捷運西門站、捷運台大醫院站，2016年7月1日通車，首度快速公車開放預售月票及搭乘指定班次與指定座位 例假日停駛                                                                                            |
| 跳蛙公車    | O    | 新店－汐止                 | 中興巴士   | 行經國道3號，2017年3月10日開通 例假日停駛 |
| 跳蛙公車    | O    | 泰山－內湖                 | 中興巴士   | 行經國道1號，2017年3月10日開通 例假日停駛 |
| 跳蛙公車    | O    | 淡水－南港車站             | 指南客運   | 行經洲美快速道路、國道一號，2017年3月20日開通 例假日停駛 |
| 跳蛙公車    | O    | 淡水－內科                 | 指南客運   | 行經洲美快速道路、國道一號、內湖科技園區，2017年3月20日開通 例假日停駛，2018年11月19日起只行駛到內科 |
| 跳蛙公車    | O    | 鶯歌車站－中正紀念堂       | 台北客運   | 行經國道3號、台65線、縣民大道、萬華、捷運西門站、捷運中正紀念堂站，2017年10月16日開通 例假日停駛 |
| 跳蛙公車    | O    | 鶯歌車站－松山機場         | 台北客運   | 行經國道3號、水源快速道路、建國高架道路，2017年10月16日開通 例假日停駛 |
| 跳蛙公車    | O    | 林口(文化三路)－捷運圓山站 | 大都會客運 | 行經國道1號，2017年11月20日開通 例假日停駛 |
| 跳蛙公車    | O    | 淡海新市鎮－板橋           | 淡水客運   | 行經台64線，2018年2月26日開通 例假日停駛，單向行駛，為民眾自創的跳蛙公車第一條 |
| 跳蛙公車    | O    | 瑞芳火車站－內湖科技園區   | 臺北客運   | 行經台62線、國道1號，2018年4月16日開通，四段票收費 例假日停駛 |
| 跳蛙公車    | O    | 瑞芳火車站－松山車站       | 臺北客運   | 行經台62線，2018年4月16日開通，四段票收費 例假日停駛 |
| 跳蛙公車    | O    | 瑞芳火車站－松山車站       | 基隆客運   | 行經瑞八公路，2018年4月16日開通，四段票收費 |
| 跳蛙公車    | O    | 三峽－內科                 | 台北客運   | 行經國道三號、環東大道，2018年4月23日開通 例假日停駛 2018年4月30日起，每週一可視道路情況，機動調整行車路線，改由國道三號至南港交流道轉環東大道，停靠站不變；自2018年7月6日起，新增班次，路線也統已行駛國道三號自南港交流道轉寰東大道，停靠站不變。 |
| 跳蛙公車    | O    | 木柵－捷運新埔站           | 指南客運   | 經埔墘，2018年5月18日開通 例假日停駛 |
| 跳蛙公車    | O    | 瑞芳火車站－內科           | 基隆客運   | 行經瑞八公路、國道1號，2018年5月23日開通，四段票收費 例假日停駛 |
| 跳蛙公車    | O    | 五股－內湖科技園區         | 三重客運   | 行經國道一號，2018年7月2日開通，二段票收費 |
| 跳蛙公車    | O    | 林口－臺北長庚醫院         | 三重客運   | 行經國道一號，2018年7月2日開通，二段票收費 例假日停駛 |
| 跳蛙公車    | O    | 三峽台北大學－捷運景安站   | 台北客運   | 行經國道三號，2018年7月9日開通，二段票收費 例假日停駛 |
| 跳蛙公車    | O    | 土城金城路－樹林大安路     | 三重客運   | 行經浮洲橋，2018年8月30日開通，一段票收費 例假日停駛 |
| 跳蛙公車    | O    | 新店北新路－政大一街       | 欣欣客運   | 2018年8月30日開通，二段票收費， 捷運七張站直達政大附中，中間無設置停靠站。 |
| 跳蛙公車    | O    | 泰山十八甲－臺北車站       | 三重客運   | 行經台一線高架橋，2018年9月3日開通，一段票收費 例假日停駛 |
| 跳蛙公車    | O    | 湯泉－大坪林               | 欣欣客運   | 行經溪園路，2018年10月22日開通，一段票收費 |
| 跳蛙公車    | O    | 汐止火車站－水蓮山莊       | 中興巴士   | 行經新台五路，2018年11月1日開通，一段票收費 例假日停駛 |
| 跳蛙公車    | O    | 三峽－新店高中             | 台北客運   | 2018年11月26日試辦，三段票收費 例假日及寒暑假期間停駛 |
| 跳蛙公車    | O    | 捷運新店站－坪林           | 台北客運   | 行經國道五號、國道三號，2018年12月17日試辦，二段票收費 例假日停駛 |
| 跳蛙公車    | O    | 三峽－捷運府中站           | 台北客運   | 兩段票收費 例假日停駛 |
| 跳蛙公車    | O    | 捷運蘆洲站－內湖科技園區   | 大都會客運 | 2019年1月21日開通，兩段票收費 例假日停駛 |

### 新北市新巴士
| 路線編碼                        | 營運區間                                                                                            | 經營業者                         | 備註 | 路線圖                                                                                          |
| ------------------------------- | --------------------------------------------------------------------------------------------------- | -------------------------------- | --- | ----------------------------------------------------------------------------------------------- |
| 新北F101                        | 坪頂－樹興                                                                                          | 淡水客運(淡水區公所招標)         | 原淡水區免費社區巴士1號線 | F101 （页面存档备份，存于）                                                                     |
| 新北F102                        | 忠寮－樹興                                                                                          | 淡水客運（淡水區公所招標）       | 原淡水區免費社區巴士藍2號線 | F102 （页面存档备份，存于）                                                                     |
| 新北F103                        | 忠寮－忠山                                                                                          | 淡水客運（淡水區公所招標）       | 原淡水區免費社區巴士紅2號線(途經楓樹湖) | F103 （页面存档备份，存于）                                                                     |
| 新北F105                        | 興仁－忠山                                                                                          | 淡水客運（淡水區公所招標）       | 原淡水區免費社區巴士3號線 | F105 （页面存档备份，存于）                                                                     |
| 新北F106                        | 興仁－屯山（海線）                                                                                  | 淡水客運（淡水區公所招標）       | 原淡水區免費社區巴士9號線 | F106 （页面存档备份，存于）                                                                     |
| 新北F109                        | 北投－埤島                                                                                          | 淡水客運（淡水區公所招標）       | 原淡水區免費社區巴士6號線 | F109 （页面存档备份，存于）                                                                     |
| 新北F110                        | 短程區間車                                                                                          | 淡水客運（淡水區公所招標）       | 原淡水區免費社區巴士10號線(途經淡江大學) | F110 （页面存档备份，存于）                                                                     |
| 新北F111                        | 崁頂－新興(經新春街)                                                                                | 淡水客運（淡水區公所招標）       | 原淡水區免費社區巴士7號線 | F111新春                                                                                        |
| 新北F111                        | 崁頂－新興(經新民街)                                                                                | 淡水客運（淡水區公所招標）       | 原淡水區免費社區巴士7號線(途經真理大學) | F111新民                                                                                        |
| 新北F112                        | 沙崙－油車                                                                                          | 淡水客運（淡水區公所招標）       | 原淡水區免費社區巴士8號線(途經淡水老街、紅毛城) 自2020年11月1日轉型為新北市市區公車593捷運淡水站 - 沙崙 | F112                                                                                            |
| 新北F121                        | 八里國小－樂山療養院、八里國小－廖添丁廟                                                            | 小馬通運（八里區公所招標）       | 原八里區免費社區巴士下罟長坑線 | F121 （页面存档备份，存于）                                                                     |
| 新北F122                        | 八里國小循環線                                                                                      | 小馬通運（八里區公所招標）       | 原八里區免費社區巴士荖阡坑線 | F122 （页面存档备份，存于）                                                                     |
| 新北F123                        | 政霸實業－八里療養院                                                                                | 小馬通運（八里區公所招標）       | 原八里區免費社區巴士大堀湖－米倉線 | F123 （页面存档备份，存于）                                                                     |
| 新北F125                        | 廖添丁廟－馬偕醫院                                                                                  | 小馬通運（八里區公所招標）       | 原八里區免費社區巴士八里－馬偕醫院線 | F125 （页面存档备份，存于）                                                                     |
| 新北F126                        | 廖添丁廟－林口長庚醫院                                                                              | 小馬通運（八里區公所招標）       | 原八里區免費社區巴士八里－林口長庚醫院線 |                                                                                                 |
| 新北F126江厝                    | 廖添丁廟－林口長庚醫院                                                                              | 小馬通運（八里區公所招標）       | 原八里區免費社區巴士八里－林口長庚醫院線 | F126 （页面存档备份，存于）                                                                     |
| 新北F131                        | 三芝國中－十八彎路口                                                                                | 小馬遊覽（三芝區公所招標）       | | F131 （页面存档备份，存于）                                                                     |
| 新北F132                        | 二號倉庫－二坪頂                                                                                    | 小馬遊覽（三芝區公所招標）       | | F132 （页面存档备份，存于） F132經青山 （页面存档备份，存于）                                   |
| 新北F133                        | 二號倉庫－金母宮                                                                                    | 新北市三芝區區公所自行營運       | | F133平日 （页面存档备份，存于） F133末班 （页面存档备份，存于） F133假日 （页面存档备份，存于） |
| 新北F135                        | 三芝國中－關渡醫院-竹圍馬偕醫院                                                                     | 小馬遊覽（三芝區公所招標）       | 原三芝區公所馬偕醫療專車 自2025年1月1日起延駛至關渡醫院 | F135 （页面存档备份，存于）                                                                     |
| 新北F136                        | 三芝國中－參觀台                                                                                    | 小馬遊覽（三芝區公所招標）       | | F136 （页面存档备份，存于）                                                                     |
| 新北F137                        | 三芝國中－新光醫院                                                                                  | 小馬遊覽（三芝區公所招標）       | 經淡水馬偕醫院、關渡醫院、臺北榮總、振興醫院、新光醫院 | F137 （页面存档备份，存于）                                                                     |
| 新北F138（新古庄）              | 二號倉庫-八仙宮                                                                                     | 小馬遊覽（三芝區公所招標）       | 原三芝區公所新古庄線專車 | F138新古庄                                                                                      |
| 新北F138（內橫山）              | 二號倉庫－內橫山（妙法寺）                                                                          | 小馬遊覽（三芝區公所招標）       | 原三芝區公所內橫山線專車 | F138內橫山 （页面存档备份，存于）                                                               |
| 新北 F139                       | 三芝國中－捷運淡水站                                                                                | 新北市三芝區區公所自行營運       | | F139行經101線 （页面存档备份，存于） F139行經台二線 （页面存档备份，存于）                      |
| 新北F151                        | 石門區公所－十塊厝                                                                                  | 小馬遊覽（石門區區公所招標）     | 原石門區公所尖鹿線、石門線、山溪線 | F151 （页面存档备份，存于）                                                                     |
| 新北F151                        | 石門區公所－石門區公所                                                                              | 小馬遊覽（石門區區公所招標）     | 原石門區公所尖鹿線、石門線、山溪線 | F151 （页面存档备份，存于）                                                                     |
| 新北 F152                       | 老梅－石門區公所                                                                                    | 小馬遊覽（石門區區公所招標）     | | F152 （页面存档备份，存于）                                                                     |
| 新北 F153                       | 石門區公所－茂林                                                                                    | 小馬遊覽（石門區區公所招標）     | | F153 （页面存档备份，存于）                                                                     |
| 新北 F161                       | 草里車站－馬偕醫院                                                                                  | 小馬遊覽（石門區區公所招標）     | | F161 （页面存档备份，存于）                                                                     |
| 新北F201                        | 新莊區公所－新莊福德宮                                                                              | 爾雅通運（新莊區公所招標）       | 新莊區免費社區巴士，經捷運輔大站，去程不經捷運新莊站，回程經捷運新莊站，原免費接駁專車福營新莊線 | F201 （页面存档备份，存于）                                                                     |
| 新北F202                        | 文藝中心－新莊高中                                                                                  | 爾雅通運（新莊區公所招標）       | 新莊區免費社區巴士，原免費接駁專車中港頭前線 | F202 （页面存档备份，存于）                                                                     |
| 新北F203                        | 雙鳳路福德宮－台北醫院                                                                              | 新北市新莊區公所自行營運         | 新莊區免費社區巴士，原免費醫療專車台北醫院福營新莊線 | F203 （页面存档备份，存于）                                                                     |
| 新北F205                        | 福興里－林口長庚醫院                                                                                | 新北市新莊區公所自行營運         | 新莊區免費社區巴士，原免費醫療專車林口長庚醫院中港頭前線 | F205 （页面存档备份，存于）                                                                     |
| 新北F206                        | 新泰活動中心－林口長庚醫院                                                                          | 新北市新莊區公所自行營運         | 新莊區免費社區巴士，往程，原免費醫療專車林口長庚醫院新莊線 | F206 （页面存档备份，存于）                                                                     |
| 新北F207                        | 福營行政中心－林口長庚醫院                                                                          | 新北市新莊區公所自行營運         | 新莊區免費社區巴士，往程，原免費醫療專車林口長庚醫院福營線 | F207 （页面存档备份，存于）                                                                     |
| 新北F208                        | 捷運新莊站－行政院新莊聯合辦公大樓                                                                  | 爾雅通運（新莊區公所招標）       | 新莊區免費社區巴士，2014年2月5日通車。 | F208 （页面存档备份，存于）                                                                     |
| 新北F206、F207                  | 林口長庚醫院－福營行政中心－新泰活動中心                                                            |                                  | 新莊區免費社區巴士，F206與F207返程路線 |                                                                                                 |
| 新北F211                        | 泰山公有市場－貴和社區                                                                              | 大西洋通運（泰山區公所招標）     | 原泰山區內免費接駁公車明志線 | F211 （页面存档备份，存于）                                                                     |
| 新北F212                        | 泰山公有市場－山腳溪橋－信義街口                                                                    | 三洋通運（泰山區公所招標）       | 部分班次延駛楓江路，原泰山區內免費接駁公車泰林線 | F212 （页面存档备份，存于）                                                                     |
| 新北F212副                      | 泰山公有市場－貿商國宅                                                                              | 三洋通運（泰山區公所招標）       | | F212副 （页面存档备份，存于）                                                                   |
| 新北F213                        | 泰山公有市場－山腳溪橋－勝隆土雞城                                                                  | 三菱通運（泰山區公所招標）       | 部分班次經黎明技術學院，原泰山區內免費接駁公車大科線 | F213 （页面存档备份，存于）                                                                     |
| 新北F217                        | 貴和兒童公園－林口長庚醫院                                                                          | 泰山區公所自行營運               | 原泰山－林口長庚醫院免費醫療接駁車 | F217 （页面存档备份，存于）                                                                     |
| 新北F218                        | 貴和兒童公園－署立臺北醫院                                                                          | 泰山區公所自行營運               | 原泰山－部立臺北醫院免費醫療接駁車 | F218 （页面存档备份，存于）                                                                     |
| 新北F231                        | 林口加油站－寶林路－長庚醫院                                                                        | 日華通運（林口區公所招標）       | 原林口區免費社區巴士1號線 | F231 （页面存档备份，存于）                                                                     |
| 新北F232                        | 林口加油站－國際新星社區－長庚醫院                                                                  | 日華通運（林口區公所招標）       | 原林口區免費社區巴士2號線 | F232 （页面存档备份，存于）                                                                     |
| 新北F232副                      | 城市之洲社區－捷運林口站                                                                            |                                  | | F232副 （页面存档备份，存于）                                                                   |
| 新北F233                        | 水尾站－林口加油站－長庚醫院                                                                        | 日華通運（林口區公所招標）       | 經醒吾技術學院，原林口區免費社區巴士3號線 | F233 （页面存档备份，存于）                                                                     |
| 新北F235                        | 瑞平國小－林口加油站－長庚醫院                                                                      | 日華通運（林口區公所招標）       | 原林口區免費社區巴士5號線 | F235 （页面存档备份，存于）                                                                     |
| 新北F236                        | 洪厝－林口加油站                                                                                    | 日華通運（林口區公所招標）       | 原林口區免費社區巴士6號線 | F236 （页面存档备份，存于）                                                                     |
| 新北F237                        | 出水坑－林口加油站                                                                                  | 日華通運（林口區公所招標）       | 原林口區免費社區巴士7號線 | F237 （页面存档备份，存于）                                                                     |
| 新北F237副                      | 未來城社區－麗園國小                                                                                | 日華通運（林口區公所招標）       | | F237副 （页面存档备份，存于）                                                                   |
| 新北F238                        | 林口發電廠－林口加油站                                                                              | 日華通運（林口區公所招標）       | 經南屏橋，原林口區免費社區巴士8號線 | F238 （页面存档备份，存于）                                                                     |
| 新北F239                        | 林口發電廠－林口加油站                                                                              | 日華通運（林口區公所招標）       | 經珍珠嶺，原林口區免費社區巴士9號線 | F239 （页面存档备份，存于）                                                                     |
| 新北F250                        | 太平社區－菁埔－長庚醫院                                                                            | 日華通運（林口區公所招標）       | 原林口區免費社區巴士12號線 | F250 （页面存档备份，存于）                                                                     |
| 新北F301                        | 三重區公所－二重國小－三重醫院－三重區公所                                                          |                                  | 原三重區免費社區巴士二重線 | F301 （页面存档备份，存于）                                                                     |
| 新北F302                        | 三重區公所－龍門路底                                                                                |                                  | 原三重區免費社區巴士龍濱線 | F302 （页面存档备份，存于）                                                                     |
| 新北F303                        | 三重區公所－永福街                                                                                  |                                  | 原三重區免費社區巴士永福線 | F303 （页面存档备份，存于）                                                                     |
| 新北F311                        | 蘆洲區公所－蘆洲復興路117巷口                                                                       | 新北市蘆洲區公所自行營運         | 原蘆洲區免費社區巴士長安線 F319 | F311 （页面存档备份，存于）                                                                     |
| 新北F312                        | 蘆洲區公所－蘆洲復興路17巷口                                                                        | 新北市蘆洲區公所自行營運         | 原蘆洲區免費社區巴士水湳線 | F312 （页面存档备份，存于）                                                                     |
| 新北F313                        | 蘆洲派出所－中山路一段166號                                                                         | 新北市蘆洲區公所自行營運         | 原蘆洲區免費社區巴士民和線 | F313 （页面存档备份，存于）                                                                     |
| 新北F315                        | 蘆洲區公所－蘆洲復興路17巷口                                                                        | 新北市蘆洲區公所自行營運         | 原蘆洲區免費社區巴士永安線 F319 | F315 （页面存档备份，存于）                                                                     |
| 新北F316                        | 蘆洲區公所－蘆洲復興路17巷口                                                                        | 新北市蘆洲區公所自行營運         | 原蘆洲區免費社區巴士蘆洲線 F320 | F316 （页面存档备份，存于）                                                                     |
| 新北F317                        | 蘆洲區公所－蘆洲復興路117巷口                                                                       | 新北市蘆洲區公所自行營運         | 原蘆洲區免費社區巴士長安線 | F317 （页面存档备份，存于）                                                                     |
| 新北F318                        | 捷運蘆洲站－八里渡船頭                                                                              | 新北市蘆洲區公所自行營運         | 原蘆洲區免費社區巴士八里線 | F318 （页面存档备份，存于）                                                                     |
| 新北F501                        | 樹林－捷運板橋站                                                                                    | 台北客運                         | 原840,並增加樹林火車站(單側),樹林區公所(單側),板林溪北路口三站 平日F501(往崑崙里）班次： 06:50 09:20 17:20 19:20 | F501 （页面存档备份，存于）                                                                     |
| 新北F502                        | 浮洲地區－捷運板橋站                                                                                | 台北客運                         | 原841 | F502 （页面存档备份，存于）                                                                     |
| 新北F512                        | 自強國中－捷運景安站                                                                                | 新北市中和區公所自行營運         | 原中和區免費巴士 | F512 （页面存档备份，存于）                                                                     |
| 新北F512副                      | 烘爐地－光復國小                                                                                    | 欣欣客運                         | 平日僅行駛至橫路里站，逢農曆初二、十六及每週六、日行駛至烘爐地 | F512副 （页面存档备份，存于）                                                                   |
| 新北F513                        | 灰瑤－秀山地區                                                                                      | 大南汽車                         | 原中和區免費巴士 | F513 （页面存档备份，存于）                                                                     |
| 新北F521                        | 仁愛公園－捷運頂溪站（循環線）                                                                      | 世豪遊覽車（永和區公所招標）     | 經捷運頂溪站，原永和區免費巴士A線 | F521 （页面存档备份，存于）                                                                     |
| 新北F522                        | 捷運頂溪站－環河東路（循環線）                                                                      | 永興觀光巴士（永和區公所招標）   | 原永和區免費巴士B線 | F522 （页面存档备份，存于）                                                                     |
| 新北F523                        | 永平國小－保順保生路口                                                                              | 大洋通運（永和區公所招標）       | 經捷運永安市場站，原永和區免費巴士C線 | F523 （页面存档备份，存于）                                                                     |
| 新北F525                        | 新北市立圖書館永和民權分館－捷運永安市場站（循環線）                                                | 大洋通運（永和區公所招標）       | 經捷運永安市場站，原永和區免費巴士D線 | F525 （页面存档备份，存于）                                                                     |
| 新北F526                        | 民本里－捷運永安市場站（循環線）                                                                    | 乙泰通運（永和區公所招標）       | 經捷運永安市場站，原永和區免費巴士E線 | F526 （页面存档备份，存于）                                                                     |
| 新北F611                        | 大學風呂－長庚醫院桃園分院                                                                          | 大南汽車                         | 經林口長庚醫院, 區間車僅行駛樹林區公所至長庚醫院桃園分院，原樹林區免費社區巴士長庚醫院線 附註:去程下車服務站位為桃園及林口長庚，沿線各站僅供乘客上車 回程上車服務站位為桃園及林口長庚，沿線各站僅供乘客下車發車班次:大學風呂(學勤路)發車班次: 08:00 / 13:00林口長庚醫院發車班次: 11:15 / 12:00 / 17:00第二班班次: 08:05例假日停駛 | F611 （页面存档备份，存于）                                                                     |
| 新北F621                        | 長福停車場－長福停車場                                                                              |                                  | 循環線、經恩主公醫院，原三峽區免費社區巴士市區1線 | F621 （页面存档备份，存于）                                                                     |
| 新北F622                        | 長福停車場－長福停車場                                                                              |                                  | 循環線，經恩主公醫院、台北大學，原三峽區免費社區巴士市區2線 | F622 （页面存档备份，存于）                                                                     |
| 新北F623                        | 文化停車場－福慶宮                                                                                  |                                  | 經真善美社區，原三峽區免費社區巴士弘道線 | F623 （页面存档备份，存于）                                                                     |
| 新北F625                        | 大仁路‧大勇路口－明德中學                                                                           |                                  | 原三峽區免費社區巴士二鬮線 | F625 （页面存档备份，存于）                                                                     |
| 新北F626                        | 文化停車場－湊合橋                                                                                  | 大洋通運（三峽區公所招標）       | 原三峽區免費社區巴士紫微線 | F626 （页面存档备份，存于）                                                                     |
| 新北F627                        | 大仁路‧大勇路口－五寮                                                                               |                                  | 原三峽區免費社區巴士五寮線 | F627 （页面存档备份，存于）                                                                     |
| 新北F628                        | 文化停車場－白雞行修宮                                                                              | 佳欣遊覽車客運（三峽區公所招標） | 經辭修高中、成福，原三峽區免費社區巴士湊合線 | F628 （页面存档备份，存于）                                                                     |
| 新北F629                        | 文化停車場－挖子                                                                                    |                                  | 經恩主公醫院、成福、九鬮，原三峽區免費社區巴士竹崙安坑線 | F629 （页面存档备份，存于）                                                                     |
| 新北F630                        | 大仁路‧大勇路口－五寮                                                                               |                                  | 經恩主公醫院，原三峽區免費社區巴士長庚醫院線 | F630 （页面存档备份，存于）                                                                     |
| 新北F631                        | 長福停車場－鶯歌火車站                                                                              |                                  | 經恩主公醫院、客家文化園區，原三峽區免費社區巴士鶯歌車站線 | F631 （页面存档备份，存于）                                                                     |
| 新北F651                        | 鶯歌火車站－加油站                                                                                  | 日華通運（鶯歌區公所招標）       | 原鶯歌區免費社區巴士二橋建德線 | F651 （页面存档备份，存于）                                                                     |
| 新北F652                        | 鶯歌區公所－恩主公醫院－捷運永寧站                                                                  | 日華通運（鶯歌區公所招標）       | 原鶯歌區免費社區巴士恩主公醫療線 | F652 （页面存档备份，存于）                                                                     |
| 新北F653                        | A車：鶯歌火車站－國際新城－惠隆宮－鶯歌火車站 B車：鶯歌火車站－惠隆宮－國際新城－鶯歌火車站         | 日華通運（鶯歌區公所招標）       | 原鶯歌區免費社區巴士國際新城線 | F653 （页面存档备份，存于）                                                                     |
| 新北F655                        | 鶯歌區公所－長庚醫院                                                                                | 日華通運（鶯歌區公所招標）       | 原鶯歌區免費社區巴士長庚醫療線 | F655 （页面存档备份，存于）                                                                     |
| 新北F656                        | 鳳吉理想社區－鶯歌火車站                                                                            | 日華通運（鶯歌區公所招標）       | 原鶯歌區免費社區巴士鳳吉理想線 | F656 （页面存档备份，存于）                                                                     |
| 新北 F657                       | 昌福國小－長庚總院ㄒ ㄠ                                                                             |                                  | | F657 （页面存档备份，存于）                                                                     |
| 新北F703                        | 頂好社區－土地公廟                                                                                  |                                  | 行經安康路，原新店區民免費接駁公車安康山區線 | F703 （页面存档备份，存于）                                                                     |
| 新店水源區塗潭線（假日）        | 捷運新店站－獅子頭山                                                                                | 東南客運                         | 原新店區免費觀光巴士獅仔頭山線 |                                                                                                 |
| 新店區水源區巴士屈尺線          | 雙溪口－捷運七張站                                                                                  | 東南客運                         | 限當地里民搭乘 |                                                                                                 |
| 新店水源區龜山線                | 大桶山－捷運七張站                                                                                  | 欣欣客運                         | 使用水源回饋金營運，限當地里民搭乘，行經龜山活動中心 |                                                                                                 |
| 新店水源區塗潭里線              | 紅瓦屋－捷運新店站                                                                                  | 東南客運                         | 使用水源回饋金營運，限當地里民搭乘. |                                                                                                 |
| 新店水源區直潭里線              | 捷運新店站－下石厝路                                                                                | 欣欣客運                         | 使用水源回饋金營運，限當地里民搭乘 |                                                                                                 |
| 新店水源區廣興線                | 平廣休閒農場－捷運七張站                                                                            | 東南客運                         | |                                                                                                 |
| 新北F711                        | 深坑國小－土庫尖－昇高橋－深坑國小                                                                  | 新北市深坑區公所自行營運         | 原深坑區免費社區巴士土庫尖線 | F711 （页面存档备份，存于）                                                                     |
| 新北F712                        | 深坑國小／深坑區公所－中正橋－大崙尾                                                                | 新北市深坑區公所自行營運         | 原深坑區免費社區巴士大崙尾線 | F712 （页面存档备份，存于）                                                                     |
| 新北F713                        | 深坑國小－大坑－深坑區公所                                                                          | 新北市深坑區公所自行營運         | 原深坑區免費社區巴士大坑線 | F713 （页面存档备份，存于）                                                                     |
| 石碇永安線1                     | 石碇區公所－永安國小                                                                                |                                  | 限當地里民搭乘 |                                                                                                 |
| 石碇永安線2                     | 石碇區公所－柑腳                                                                                    |                                  | 限當地里民搭乘 |                                                                                                 |
| 石碇姑娘廟線                    | 石碇區公所－姑娘廟                                                                                  |                                  | 限當地里民搭乘 |                                                                                                 |
| 石碇格頭線1                     | 碧山派出所－石碇區公所／雲海國小                                                                    |                                  | 限當地里民搭乘 |                                                                                                 |
| 石碇格頭線2                     | 石碇區公所－雲海國小                                                                                |                                  | 限當地里民搭乘 |                                                                                                 |
| 石碇新興坑線                    | 石碇區公所－新興坑                                                                                  |                                  | 限當地里民搭乘 |                                                                                                 |
| 石碇潭邊光明線                  | 石碇區公所－小粗坑                                                                                  |                                  | 限當地里民搭乘 |                                                                                                 |
| 石碇豐田彭山線                  | 石碇區公所－豐田派出所／彭山活動中心                                                                |                                  | 限當地里民搭乘 |                                                                                                 |
| 新北F721                        | 坪林－南山寺                                                                                        | 大洋通運（坪林區公所招標）       | 原坪林區免費接駁車－南山寺線 | F721 （页面存档备份，存于）                                                                     |
| 新北F722                        | 坪林－九芎根親水公園                                                                                | 大洋通運（坪林區公所招標）       | 原坪林區免費接駁車－金瓜寮線 | F722 （页面存档备份，存于）                                                                     |
| 新北F723                        | 坪林－大林                                                                                          | 大洋通運（坪林區公所招標）       | | F723 （页面存档备份，存于）                                                                     |
| 烏來線                          | 烏來區公所－孝義／忠治／福山                                                                        |                                  | 限當地里民搭乘 |                                                                                                 |
| 新北F801                        | 瑞芳－四腳亭                                                                                        | 瑞鋐通運（瑞芳區公所招標）       | | F801 （页面存档备份，存于）                                                                     |
| 新北F802                        | 瑞芳－金瓜石                                                                                        |                                  | | F802 （页面存档备份，存于）                                                                     |
| 新北F803                        | 瑞芳－四腳亭                                                                                        |                                  | 經八分寮 | F803 （页面存档备份，存于）                                                                     |
| 新北F805                        | 瑞芳－和美國小                                                                                      |                                  | | F805 （页面存档备份，存于）                                                                     |
| 新北F806                        | 瑞芳－大福煤礦                                                                                      |                                  | | F806 （页面存档备份，存于）                                                                     |
| 新北F807                        | 瑞芳區內巡迴線                                                                                      |                                  | | F807 （页面存档备份，存于）                                                                     |
| 新北F808                        | 瑞芳－三貂嶺                                                                                        |                                  | | F808 （页面存档备份，存于）                                                                     |
| 新北F811                        | 澳底－雙溪－八股－灣潭                                                                              | 大千交通                         | | F811 （页面存档备份，存于）                                                                     |
| 新北F812                        | 牡丹－雙溪－柑腳                                                                                    | 大千交通                         | | F812 （页面存档备份，存于）                                                                     |
| 新北 F813                       | 雙溪車站－瑞芳車站                                                                                  |                                  | | F813 （页面存档备份，存于）                                                                     |
| 新北 F815                       | 雙溪火車站－灣潭                                                                                    |                                  | | F815 （页面存档备份，存于）                                                                     |
| 新北F821                        | 平溪－新寮大厝                                                                                      |                                  | | F821 （页面存档备份，存于）                                                                     |
| 新北F822                        | 平溪－東勢派出所                                                                                    |                                  | | F822 （页面存档备份，存于）                                                                     |
| 新北F823                        | 平溪－福隆                                                                                          | 大千交通                         | | F823 （页面存档备份，存于）                                                                     |
| 新北 F831                       | 鶯歌石－貢寮火車站                                                                                  |                                  | | F831 （页面存档备份，存于）                                                                     |
| 新北 F832                       | 貢寮火車站－吉林                                                                                    |                                  | | F832 （页面存档备份，存于）                                                                     |
| 新北 F833                       | 貢寮火車站－龍崗                                                                                    |                                  | | F833 （页面存档备份，存于）                                                                     |
| 新北F835                        | 貢寮區公所－澳底                                                                                    |                                  | | F835 （页面存档备份，存于）                                                                     |
| 新北F836                        | 澳底－福連                                                                                          |                                  | | F836 （页面存档备份，存于）                                                                     |
| 新北F837                        | 貢寮區公所－龍洞                                                                                    |                                  | | F837 （页面存档备份，存于）                                                                     |
| 新北F838                        | 貢寮區公所－美豐                                                                                    |                                  | | F838 （页面存档备份，存于）                                                                     |
| 新北 F839                       | 貢寮火車站－鼻頭里停車場                                                                            |                                  | | F839 （页面存档备份，存于）                                                                     |
| 新北F901                        | 汐止火車站－汐碇石頭公                                                                              | 世豪通運（汐止區公所招標）       | 原汐止區免費社區巴士橫科線 | F901 （页面存档备份，存于）                                                                     |
| 新北F902                        | 汐止火車站－逸林園                                                                                  | 大南汽車（汐止區公所招標）       | 原汐止區免費社區巴士水源線 | F902 （页面存档备份，存于）                                                                     |
| 新北F903                        | 汐止火車站－天道清修院                                                                              | 世豪通運（汐止區公所招標）       | 逢星期三及例假日經石汐、光明路，原汐止區免費社區巴士汐碇線 | F903 （页面存档备份，存于）                                                                     |
| 新北F905                        | 汐止火車站－仁愛橋（－平溪）                                                                        | 世豪通運（汐止區公所招標）       | 部分班次延駛至平溪，原汐止區免費社區巴士汐平線 | F905 （页面存档备份，存于）                                                                     |
| 新北F907                        | A車：秀峰高中－汐止火車站－中興巴士總站－秀峰高中 B車：秀峰高中－中興巴士總站－汐止火車站－秀峰高中 | 世豪通運（汐止區公所招標）       | A車部分班次經埤內 B車全部班次不經埤內 原汐止區免費社區巴士鄉長線 | F907 （页面存档备份，存于）                                                                     |
| 新北F909                        | 汐止火車站－八里溪谷公園（－五指山森林公園）                                                        | 世豪通運                         | 部分班次延駛五指山森林公園，原汐止區免費社區巴士八連線 | F909 （页面存档备份，存于）                                                                     |
| 新北F910                        | 汐止火車站－翠柏新村                                                                                | 世豪通運                         | 原汐止區免費社區巴士五指山線 | F910 （页面存档备份，存于）                                                                     |
| 新北F911                        | 汐止火車站－天秀宮                                                                                  | 世豪通運                         | 部分班次延駛天秀宮，原汐止區免費社區巴士大尖山線 | F911 （页面存档备份，存于）                                                                     |
| 新北F912                        | A車：汐止公園－汐止火車站 B車：汐止火車站－汐止公園                                                 | 世豪通運(汐止區公所招標)         | A車全部班次不延駛光復街 B車部分班次延駛光復街 原汐止區免費社區巴士大同新五線 現已改號為「589」路線公車 | F912 （页面存档备份，存于）                                                                     |
| 新北F913                        | 崇義高中－木南煤礦（－瓏山林社區）                                                                  | 大南汽車（汐止區公所招標）       | 部分班次延駛至瓏山林社區，原汐止區免費社區巴士社后線 | F913 （页面存档备份，存于）                                                                     |
| 新北F915                        | 汐止公園－金龍國小                                                                                  | 大南汽車（汐止區公所招標）       | 原汐止區免費社區巴士中興線 | F915 （页面存档备份，存于）                                                                     |
| 新北F916                        | 樟樹國中－樟樹國小                                                                                  | 萬泰通運（汐止區公所招標）       | 原汐止區免費社區巴士社后樟樹區間線。現已併入「677」路線公車 | F916 （页面存档备份，存于）                                                                     |
| 新北F917                        | 歡天館－金龍國小－金龍活動中心                                                                      | 萬泰通運（汐止區公所招標）       | 部分班次於金龍國小後回程，不經日月光社區及水蓮山莊，原汐止區免費社區巴士社后汐湖區間線。現已改號為「590」路線公車 | F917 （页面存档备份，存于）                                                                     |
| 新北F918                        | 水蓮山莊－木南煤礦－水蓮山莊                                                                        | 萬泰通運（汐止區公所招標）       | 原汐止區免費社區巴士湖蓮線。現已改號為「591」路線公車 | F918 （页面存档备份，存于）                                                                     |
| 新北F919                        | 水晶山莊－金龍國小                                                                                  | 甲天下通運（汐止區公所招標）     | | F919 （页面存档备份，存于）                                                                     |
| 新北F920                        | 汐止－平溪                                                                                          | 萬泰通運（汐止區公所招標）       | F920 （页面存档备份，存于） |                                                                                                 |
| 新北F921                        | 萬里區公所－金山中山堂－金山醫院                                                                    | 基隆客運                         | 部份班次經大坪國小至中山堂，部份班次至金山醫院，假日經獅頭山遊客中心、金山老街，原萬里區免費社區巴士－山海線 | F921 （页面存档备份，存于）                                                                     |
| 新北F922                        | 萬里區公所－溪底                                                                                    |                                  | 部份班次經烏塗炭，部份班次經內崁，原萬里區免費社區巴士－山線 | F922 （页面存档备份，存于）                                                                     |
| 新北F923                        | 萬里區公所－野柳－金山醫院                                                                          | 基隆客運                         | 部份班次經仁愛之家至金山醫院，部份班次至魚澳，部份班次至金山醫院，假日經獅頭山遊客中心、金山老街，原萬里區免費社區巴士－海線 | F923 （页面存档备份，存于）                                                                     |
| 新北 F931                       | 金山區公所－三界公廟                                                                                |                                  | | F931 （页面存档备份，存于）                                                                     |
| 新北 F932                       | 金山區公所－金山區公所                                                                              |                                  | | F932 （页面存档备份，存于）                                                                     |
| 新北F933                        | 金山區公所－金青中心                                                                                |                                  | 原金山區免費社區巴士 | F933 （页面存档备份，存于）                                                                     |
| 註1：亞盛通運請參見亞通巴士集團 | |                                  | |                                                                                                 |

## 註腳
1. ↑  許俊傑，縣府爭回聯營公車管理權 ，《聯合報》2000年4月30日。
2. ↑  周維新，市縣公車事權分立 明年實施，《聯合報》2000年04月16日18版。
3. ↑  根據現地觀察，大部分行經臺北車站周圍及捷運劍潭站前且行駛里程在新北市境內超過一半以上的早期老路線，仍屬臺北市聯營公車，由臺北市公共運輸處管轄，例如：618（新莊—士林）、641（五股坑—臺北車站）等，這些老路線只有藍1（蘆洲－臺北車站）例外，於2011年改由新北市政府交通局管轄，變成新北市公車。
4. ↑  中央社. . 東森新聞. 2019-06-06. （原始内容存档于2019-06-07）.
5. ↑  新北市政府公車票價種類 （页面存档备份，存于）.新北市政府公車動態資訊系統
6. ↑  常見問答—「何謂雙向轉乘優惠？電子票證各票種雙向轉乘優惠如何扣款？」 （页面存档备份，存于）.臺北大眾捷運公司.2020-02-20
7. ↑  常見問答—「本市如何提供公車間轉乘優惠？」 （页面存档备份，存于）.臺北市公共運輸處.2017-06-27
8. ↑  雙北快速、跳蛙公車 轉乘省8元 （页面存档备份，存于）.中時電子報.2017-12-28
9. ↑  新北近期推出29線「跨區幹線公車」提供轉乘優惠 （页面存档备份，存于）.新北市政府交通局.2018-03-07
10. ↑  淡海輕軌藍海線先導公車2/2開通 淡水景點大串聯 （页面存档备份，存于）.新北市政府交通局.2019-01-31
11. ↑  雙北公共運輸定期票 （页面存档备份，存于）.新北市政府交通局.2019-08-14
12. ↑  雙北定期票4月16日起每天42元任遊雙北市 （页面存档备份，存于）.新北市政府.2018-03-12
13. ↑  新北智駕電動巴士專區 （页面存档备份，存于）新北市交通局智駕電動巴士專區
14. ↑  940線(原916副線)將於102年3月4日(週一)起正式營運，敬請 貴客多加利用。 （页面存档备份，存于）.臺北客運

## 外部連結

### 管理單位
- 新北市政府交通局 （页面存档备份，存于）
- 大臺北公車 （页面存档备份，存于）
- 新北市新巴士（新北市政府） （页面存档备份，存于）

### 汽車客運業者
- 大都會客運 （页面存档备份，存于）
- 首都客運 （页面存档备份，存于）
- 三重客運 （页面存档备份，存于）
- 中興巴士、光華巴士、新北客運、指南客運、淡水客運 （页面存档备份，存于）
- 臺北客運 （页面存档备份，存于）
- 欣欣客運 （页面存档备份，存于）
- 大南汽車 （页面存档备份，存于）
- 國光客運 （页面存档备份，存于）
- 新店客運 （页面存档备份，存于）
- 基隆客運 （页面存档备份，存于）
- 桃園客運 （页面存档备份，存于）